# Disastro del Vajont
Il disastro del Vajont (pronuncia: /vaˈjɔnt/) si verificò la sera del 9 ottobre 1963, nel neo-bacino idroelettrico artificiale del torrente Vajont nell'omonima valle (al confine tra le province italiane di Belluno e Pordenone), quando una frana precipitò dal soprastante pendio del Monte Toc nelle acque del bacino alpino realizzato con l'omonima diga.
La conseguente tracimazione dell'acqua contenuta nell'invaso, con effetto di dilavamento delle sponde del lago, coinvolse prima Erto e Casso, paesi vicini alla riva del lago dopo la costruzione della diga, mentre il superamento della diga da parte dell'onda generata provocò l'inondazione e distruzione degli abitati del fondovalle, tra cui Longarone, e la morte di 1917 persone, tra cui 487 bambini e adolescenti.
Le cause della tragedia, dopo numerosi dibattiti, processi e opere di letteratura, furono ricondotte ai progettisti e dirigenti della SADE, ente gestore dell'opera fino alla nazionalizzazione, i quali occultarono la non idoneità dei versanti del bacino, a rischio idrogeologico. Dopo la costruzione della diga si scoprì infatti che i versanti avevano caratteristiche morfologiche (incoerenza e fragilità) tali da non renderli adatti a essere lambiti da un serbatoio artificiale. Nel corso degli anni l'ente gestore e i suoi dirigenti, pur essendo a conoscenza della pericolosità, peraltro ritenuta inferiore a quella effettivamente rivelatasi, coprirono dolosamente i dati a loro disposizione con il beneplacito di vari enti a carattere locale e nazionale, dai piccoli Comuni interessati fino al Ministero dei lavori pubblici.

## Descrizione
Alle 22:39 del 9 ottobre 1963, circa 263 milioni di m³ di roccia (un volume più che doppio rispetto a quello dell'acqua contenuta nell'invaso) scivolarono, alla velocità di 30 m/s (110 km/h), nel bacino artificiale sottostante (che conteneva circa 115 milioni di m³ d'acqua al momento del disastro) creato dalla diga del Vajont, provocando un'onda di piena tricuspide che superò di 250 m in altezza il coronamento della diga e che in parte risalì il versante opposto distruggendo tutti gli abitati lungo le sponde del lago nel comune di Erto e Casso, in parte (circa 25-30 milioni di m³) scavalcò il manufatto (che rimase sostanzialmente intatto, pur avendo subito forze 20 volte superiori a quelle per cui era stato progettato, seppur privato della strada carrozzabile posta nella parte sommitale) e si riversò nella valle del Piave, distruggendo quasi completamente il paese di Longarone e i comuni limitrofi, e in parte ricadde sulla frana stessa (creando un laghetto). Vi furono 1.917 vittime di cui 1.450 a Longarone, 109 a Codissago e Castellavazzo, 158 a Erto e Casso e 200 originarie di altri comuni.
Lungo le sponde del lago del Vajont vennero distrutti i borghi di Frasègn, Le Spesse, Il Cristo, Pineda, Ceva, Prada, Marzana, San Martino e la parte bassa dell'abitato di Erto.
Nella valle del Piave vennero rasi al suolo i paesi di Longarone, Pirago, Faè, Villanova, Rivalta e risultarono profondamente danneggiati gli abitati di Codissago, Castellavazzo, Fortogna, Dogna e Provagna. Vi furono danni anche nei comuni di Soverzene, Ponte nelle Alpi, nella città di Belluno a Borgo Piave e nel comune di Vas nella borgata di Caorera dove il Piave, ingrossato dall'onda, allagò il paese e raggiunse il presbiterio della chiesa.
L'evento fu dovuto a una serie di cause, di cui l'ultima in ordine cronologico fu l'innalzamento delle acque del lago artificiale oltre la quota di sicurezza di 700 metri voluto dall'ente gestore, operazione effettuata ufficialmente per il collaudo dell'impianto, ma con il plausibile fine di compiere la caduta della frana nell'invaso in maniera controllata, in modo che non costituisse più pericolo. Questo, combinato a una situazione di abbondanti precipitazioni meteorologiche e a forti negligenze nella gestione dei possibili pericoli dovuti al particolare assetto idrogeologico del versante del monte Toc, accelerò il movimento dell'antica frana presente sul versante settentrionale del monte Toc, situato sul confine tra le province di Belluno (Veneto) e Pordenone (Friuli-Venezia Giulia). I modelli usati per prevedere le modalità dell'evento si rivelarono comunque errati, in quanto si basarono su una velocità di scivolamento della frana nell'invaso fortemente sottostimata, pari a un terzo di quella effettiva.
Nel febbraio 2008, durante l'Anno internazionale del pianeta Terra dichiarato dall'Assemblea generale delle Nazioni Unite, in una sessione dedicata all'importanza della corretta comprensione delle Scienze della Terra, il disastro del Vajont è stato citato, assieme ad altri quattro eventi, come un caso esemplare di "disastro evitabile" causato dal «fallimento di ingegneri e geologi nel comprendere la natura del problema che stavano cercando di affrontare».

## Studi sulla geologia dell'area
Posto che la dinamica della catastrofe è risultata concretizzarsi per un concorso di elementi naturali e di serie negligenze umane, le indagini scientifiche rivelarono alcuni elementi inerenti alla costituzione morfologica della vallata.

### Geologia
La geologia del luogo individua, secondo una ricerca dei primi anni sessanta, la seguente successione stratigrafica:
Giurassico:
- G1: Livelli di calcari marnosi e selciferi, di colore grigio-scuro, stratificati in maniera intensa e sottile, con inserti di marne calcaree. (Lias)
- G2: calcari oolitici, alla base dolomitici, compatti e con stratificazione caotica e vagamente ordinata. (Dogger-Malm)
- G3: si riconoscono 3 livelli, (Malm):
  - a) calcari grigi scuri con liste e noduli di selce, sottilmente stratificati con interstrati basali marnoso-calcarei verdastri e con intercalazioni marnoso-argillose;
  - b) calcari grigi, e, gradualmente, da mediamente a sottilmente stratificati;
  - c) calcari e calcari marnosi, simili al livello basale, ma in banchi di spessore superiore al metro.

### Assetto strutturale

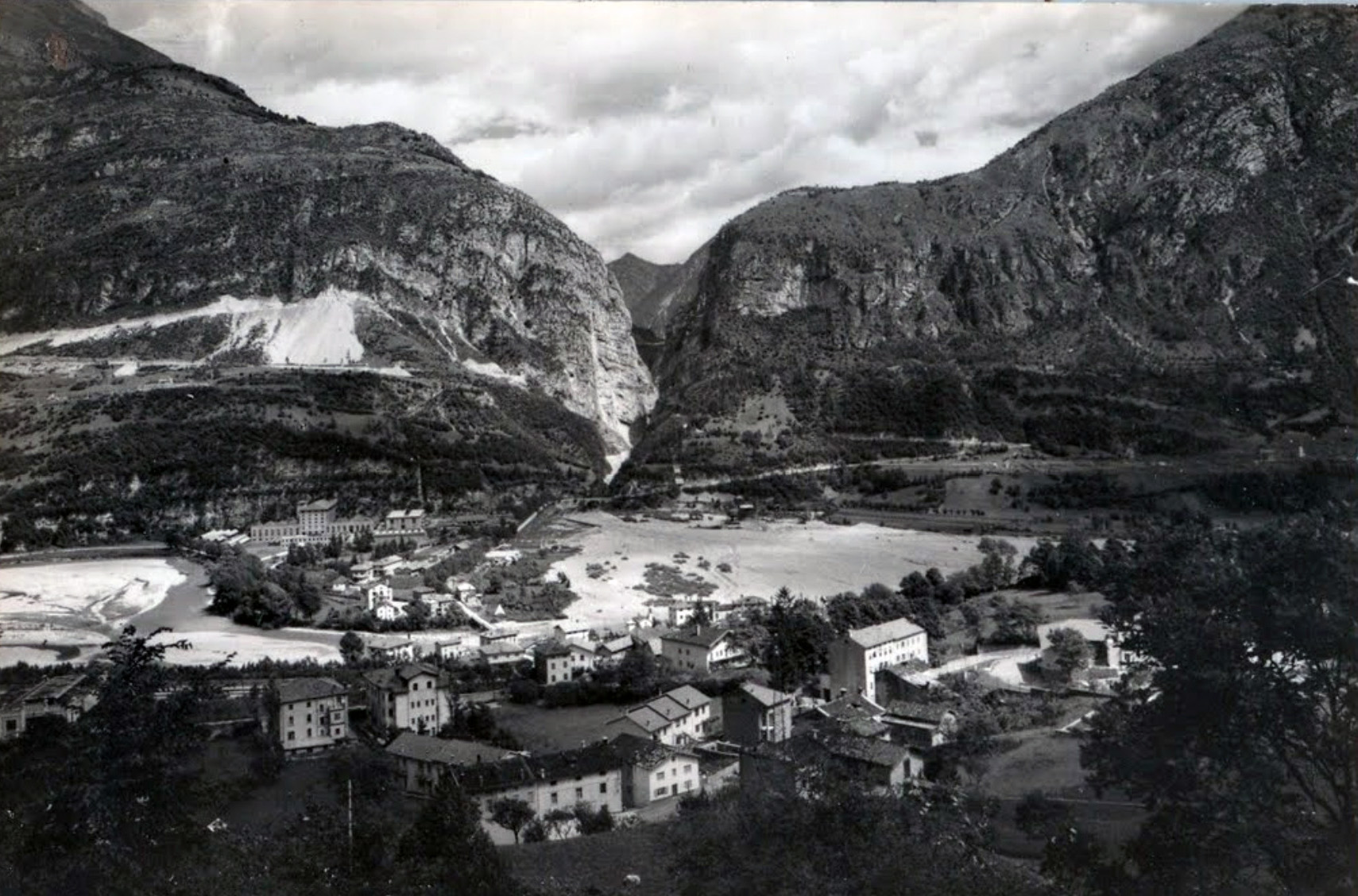
Vista della gola del Vajont prima della costruzione della diga, nel 1957

Nell'oligocene, durante l'orogenesi alpina (30 milioni di anni fa), le formazioni calcareo-marnose e argillose vennero piegate, fratturate e sollevate; queste, verso la base, presentano una superficie inclinata di tensione che poi è stata coinvolta nell'enorme franamento del Monte Toc.
Dal punto di vista strutturale nella zona si possono riconoscere due pieghe principali entrambe con asse orientato in direzione E-W, ovvero:
- l'anticlinale Pelf-Frugna, il cui asse corre lungo la Val Gallina e attraversa l'alta valle del Vajont, il cui nucleo è costituito da Dolomia Principale;
- Sinclinale di Erto, riconoscibile nella conca di Erto, con al nucleo la formazione del flysch.

Il fianco meridionale di tale sinclinale asimmetrica, lungo il cui asse si è impostata la valle del Vajont, costituisce il fianco settentrionale del Monte Toc da cui si sarebbe staccata la frana.
In termini morfologici, la valle del Vajont è di origine glaciale, che vide dopo l'ultima glaciazione l'azione erosiva glaciale sovrimpressa dalla successiva erosione torrentizia generando il profondo profilo a "V" della valle. Si tratta di un profilo geometricamente favorevole per la ubicazione di una diga di sbarramento.

### Gli studi compiuti prima del disastro
I lavori di costruzione della diga cominciarono nel 1957, e il versante sovrastante la diga fu subito tenuto sotto controllo. Per questo motivo fu consultato il famoso specialista austriaco in esplorazioni minerarie Leopold Müller, al fine di valutare i problemi di stabilità della roccia. In questo primo studio le sue indagini non rivelarono la paleofrana che poi sarebbe stata vista come causa determinante, anche se la conclusione fu comunque che realizzare una riserva idrica in quel luogo poteva causare frane, anche di un milione di metri cubi.
Giorgio Dal Piaz, nel 1958, in parziale contraddizione con le rilevazioni di Müller, non ritenne che fossero presenti rischi concreti di frane pericolose. Solo nel 1959 il geologo Edoardo Semenza, figlio del capo progettista Carlo, scoprì in una ricognizione sul campo la presenza, nel versante sinistro, di evidenti pericoli derivanti da una zona di miloniti non cementate, lunga circa 1,5 km, fatto che lo indusse a ipotizzare la presenza di una paleofrana. Le prospezioni geofisiche del geofisico Pietro Caloi sembravano invece indicare nello studio successivo (novembre 1959) che la zona a sinistra della vallata fosse "eccezionalmente" solida, formata da rocce compatte coperte da soli 10-20 metri di detriti sciolti e a rischio di frana.
Nel frattempo, nel 1959 la diga era stata terminata e si era iniziato a compiere prove di invaso. Tuttavia, come già visto, il 4 novembre 1960, con il livello del lago a 650 m s.l.m., vi fu una prima frana di medie dimensioni (800000 m³) sul versante sinistro; dopo questo evento Müller studiò ancora il territorio e propose varie ipotesi per evitare la frana del versante, benché non credesse ancora alla presenza della paleofrana. Müller non era contrario alla costruzione della diga, ma temeva la possibilità di una frana incontrollata, e suggerì vari rimedi, il più attuabile dei quali era un tunnel drenante che, passando per strati calcarei compatti, raggiungesse da sotto le masse franose e ne convogliasse via l'acqua.
Tra le altre possibili ipotesi di lavoro, nessuna sembrava realmente fattibile: sbancare la frana o cementarla, tra le più realistiche e presumibilmente efficaci, erano in realtà, per le grandezze in gioco, soluzioni giudicate troppo costose e difficili da realizzare.
Tuttavia, restava il fatto che la questione dovesse essere meglio compresa. Sondaggi e prospezioni continuarono a essere previsti, sebbene scavare negli strati di detrito presentasse notevoli difficoltà tecniche.
Nel 1960 Caloi riprese gli studi geosismici e, con sorpresa di tutti, rilevò fino a 150 m di roccia fratturata, concludendo, in maniera ancora più sorprendente, che la frattura doveva essersi creata dopo la sua prima indagine dell'anno precedente.
Come già visto nel 1961, per volere di Carlo Semenza, un modello in scala 1:200 del bacino del Vajont fu approntato e testato nel Centro Modelli Idraulici di Nove (frazione di Vittorio Veneto) sotto la guida del titolare dell'Istituto di Idraulica dell'Università degli Studi di Padova, il professor Augusto Ghetti, ipotizzando l'eventualità di una frana con superfici di movimento di 30° e 40° e tempi di frana valutati fino al tempo di un minuto (già considerato eccezionalmente veloce con i dati in possesso a quell'epoca). Il totale fu considerato sufficiente per non dover temere né cedimenti della diga né sversamenti oltre la stessa da parte delle onde anomale generate, non più alte di una trentina di metri, corrispondenti a 40 milioni di m³ nel peggiore dei casi. Nella realtà la frana fu di quasi 300 milioni di m³ (circa 8 volte il valore massimo previsto) e si mosse a velocità tripla di quella prevista; tutto ciò produsse un'energia cinetica di quasi 100 volte superiore al massimo previsto, e il livello dell'onda superò i 200 m sul coronamento della diga.
Nel frattempo, comunque, furono impiantati dei piezometri, seppur con grande fatica, dovuta alla necessità di raggiungere i vari strati in cui esisteva la falda acquifera, nonché dei marcatori di terreno per visualizzare i movimenti della frana. Nonostante le difficoltà nell'interpretare i dati che essi fornivano, furono molto utili nello stabilire come procedere empiricamente per attenuare il fenomeno franoso.
La strategia di Müller prevedeva che la frana in nessun caso sfuggisse al controllo, e la tattica suggerita dopo quella del 1960 fu un lento svuotamento del bacino fino al livello di 600 m s.l.m., da realizzarsi con molteplici manovre di diminuzione del livello di 4–5 m, intervallate ciascuna da una pausa di alcuni giorni per dare modo e tempo al materiale di assestarsi e restare stabile nonostante il cambiamento di condizione idraulica.
In questo modo il movimento della frana quasi si bloccò in breve tempo, e probabilmente non si sarebbe riattivato violentemente se non fosse stato effettuato il ritorno oltre quota 700 m s.l.m., che fu "imposto" dalle esigenze di collaudo.

### Studi successivi

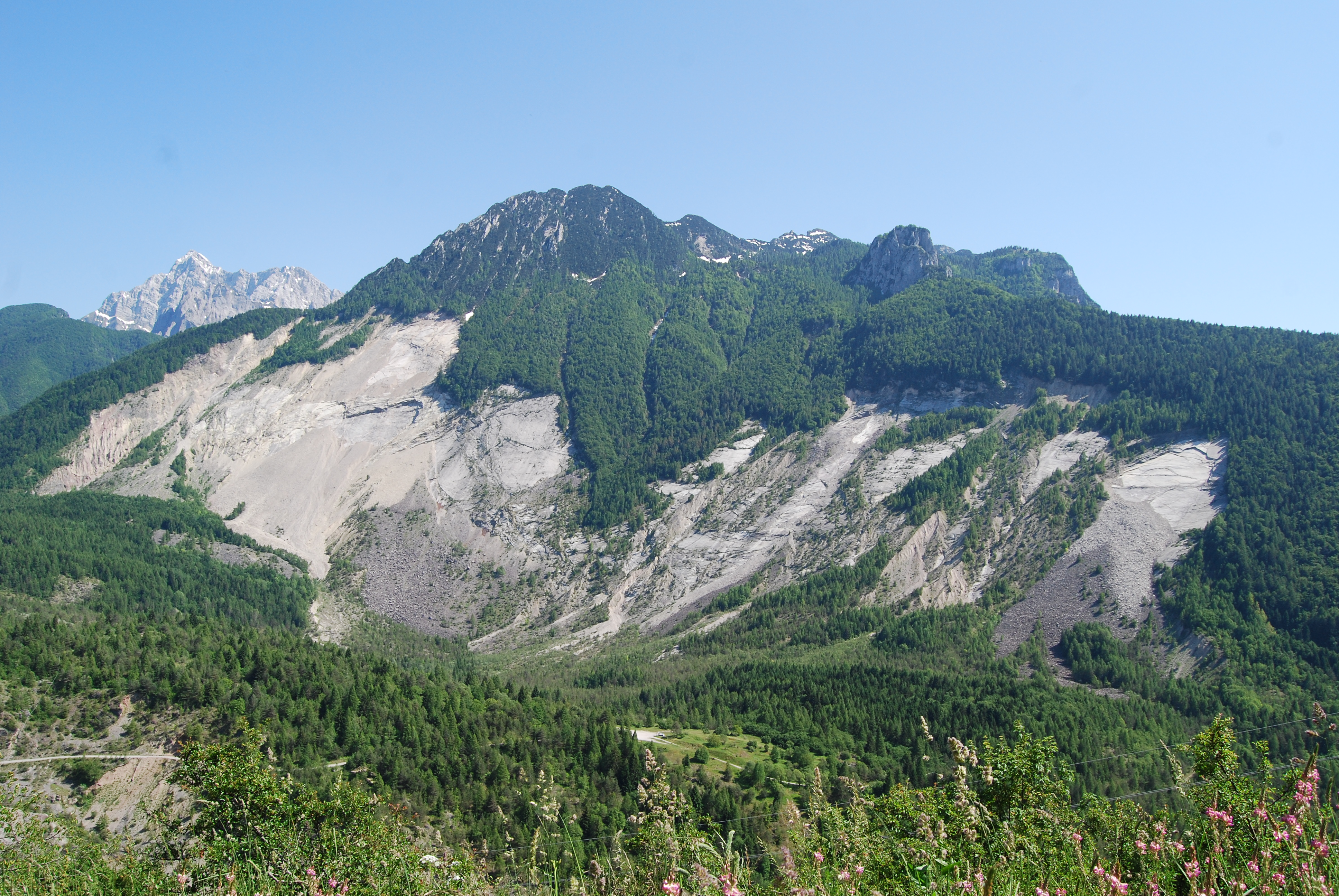
L'area della frana, i cui detriti costituiscono il fondovalle

Dopo la frana, vennero intensivamente studiate le cause e i provvedimenti da adoperare per evitare ulteriori casi simili a questo, e furono molti i lavori di studio completati. Tra questi, quelli di Müller, Trevisan e Hendron-Patton, il più recente, del 1985.
Quest'ultimo studio ha fornito definitivamente la conferma della presenza di 2 distinti livelli acquiferi: quello superiore, che risentiva direttamente del livello del lago, e quello inferiore, dipendente dalle precipitazioni.
Furono eseguiti nuovi sondaggi e si trovò che il livello detto Fonzaso, con argille, fosse quello che corrispondeva alla superficie di rottura della frana. Questo strato avrebbe anche causato la separazione dei due acquiferi, che risultò così importante: quello nella massa della frana e quello negli strati sottostanti del calcare. Da notare che il livello dell'acquifero superiore era trovato, in base a tre piezometri installati, direttamente collegato a quello del lago.
L'acquifero inferiore, invece, data la presenza nell'assetto geologico-strutturale di una sinclinale ma anche di uno strato calcareo, è da un lato isolato dal contatto diretto con l'acqua contenuta nel lago e, dall'altro, è invece risultato collegato alle piogge, e la sua acqua permane in zona a lungo e favorisce fenomeni carsici. La variazione del livello di falda è in antitesi a quello che si riteneva precedentemente, lento e legato ai fenomeni atmosferici (piogge cadute a monte).
Per questo sembrò plausibile che, effettivamente, la pressione dell'acquifero inferiore fosse capace, quando si verificavano grandi precipitazioni, di causare smottamenti e frane, anche quando non esisteva il lago artificiale.
Tuttavia, la concomitanza di questi due fattori, lago e piogge, innescò questa frana colossale quando la combinazione tra intense precipitazioni e alto livello del lago si dimostrò sufficiente all'innesco.
Riassumendo, le cause preparatorie o predisponenti per il disastro del Vajont sono state varie, e anche variamente interpretate, ma alcune sembrano sufficientemente sicure:
- la costituzione geologica (come sopra specificato) del versante nord del Monte Toc.
- il disboscamento.
- un progressivo decadimento delle caratteristiche meccaniche della base delle rocce interessate al movimento.
- secondariamente, gli sbancamenti e le incisioni provocate dalla costruzione delle strade e dei canali nell'area in oggetto.
- la presenza del lago artificiale e in particolare la riduzione della spinta dell'acqua in coincidenza degli svasi.
- le piogge abbondanti, che non fecero che peggiorare i problemi di stabilità del versante, a parità di livello del lago. Si stima che la frana avrebbe potuto verificarsi soltanto con piogge superiori a un certo ammontare (700 millimetri) in un mese, alle quali bisogna sommare anche il lago della diga.

### I precedenti franosi
L'area, nonostante le sue qualità geometriche di 'bacino idrico' in termini di volume e posizionamento, era storicamente tutt'altro che stabile, e lo dimostrano dei documenti storici risalenti addirittura ai tempi di Catullo, che parla di una frana che cadde sul fondovalle, sbarrandolo.
Sempre in zona, avvennero frane nel 1347, 1737, 1814, 1868. Esse si staccarono in particolare dal monte Antelao, provocando vittime e danni considerevoli:
- Nella vicina vallata di San Lucano, avvennero frane nel 1748, 1908 e 1925.
- Per quanto riguarda la vicenda del Vajont, maggiore interesse può essere accreditato alla frana di Pontesei (nella vicina valle di Zoldo) e a quella del monte Toc del 4 novembre 1960.

La prima era correlata alla presenza di un bacino idrico, uno dei tanti del bellunese, per la produzione di elettricità. Le caratteristiche della frana sono state una vera e propria anticipazione di quella del Vajont. Verso le ore 7:00 del 22 marzo 1959 una massa di 3 milioni di m³ si staccò dalle falde dei monti Castellin e Spiz, su di un fronte di 500 metri e precipitò in 2-3 minuti nel lago di Pontesei, ovvero uno dei bacini artificiali. L'evento provocò la formazione di un'onda che sormontò la diga per almeno 7 metri, nonostante il bacino fosse a un livello di 13 metri al di sotto dell'orlo della diga. Incolumi per pochi metri, e testimoni oculari, furono l'ingegnere Camillo Linari, in servizio alla Sade e il geometra Marinello. Unica vittima fu Arcangelo Tiziani, transitante in bicicletta, operaio di una impresa costruttrice, Cargnel di Forno di Zoldo, che stava effettuando dei lavori nei pressi della diga, il cui corpo non fu mai ritrovato.
L'evento ebbe una lunghezza del fronte di frana di circa 500 metri e la sua dinamica vide il franamento superficiale di un considerevole spessore di detriti morenici.
La frana del 4 novembre 1960 vide invece 800000 m³ staccarsi dal monte Toc e cadere nel bacino artificiale, provocando un'ondata di 10 metri di altezza. Seppure senza danni seri, questo evento era un chiaro avvertimento sulla precarietà della stabilità dei versanti, con un livello della superficie del bacino che arrivava solo a quota 650 metri. Contemporaneamente si aprì una immensa fessura perimetrale sulla montagna, disegnando la forma di una M, lunga oltre 2500 m sulle pendici settentrionali del monte Toc tra quota 930 e 1360 m s.l.m..
A quel punto venne dato ordine di svaso del bacino, si intensificarono gli studi per comprendere meglio la struttura del luogo e venne infine praticata una galleria di bypass per tenere in collegamento il bacino anche se fosse stato tagliato a metà da una frana, per impedire aumenti arbitrari del livello a monte della stessa.
La giornalista de L'Unità Tina Merlin scrisse a proposito di questi eventi:
Già due anni prima del disastro, Tina Merlin anticipò quello che sarebbe potuto succedere nella valle, con un articolo pubblicato sul l'Unità il 21 febbraio 1961, in cui la giornalista denunciava la possibilità che una frana cadesse nel lago provocando enormi danni. La stessa Merlin incoraggiò una campagna di informazione contro la diga per tutta la durata dei lavori di costruzione, consultando gli abitanti della valle al di sotto del monte Toc. Inascoltata dalle istituzioni, la giornalista fu addirittura denunciata per "diffusione di notizie false e tendenziose atte a turbare l'ordine pubblico" tramite i suoi articoli, processata e assolta dal Tribunale di Milano.
Nel 1963 Indro Montanelli e Dino Buzzati assunsero una posizione critica in merito alle reali cause della tragedia, affermando il carattere di catastrofe naturale della stessa e tacciando di "sciacallaggio" l'attività di alcuni giornalisti italiani, tra i quali appunto Tina Merlin, accusandola di speculazione politica per i suoi scritti. Anni dopo Montanelli chiarì la sua posizione, sostenendo che all'epoca voleva evitare un "anticipo di condanna basato su delle voci", poiché secondo la sua opinione "in quel momento era largamente condiviso il sospetto che quelle voci volessero soltanto giovare alla causa di quella parte politica che reclamava la nazionalizzazione dell'industria elettrica". Prese comunque atto delle responsabilità penali accertate in sede giudiziaria e, pur ritenendo di essere stato male interpretato, si scusò comunque: "Con questo, non intendo difendere un errore. Lo commisi. Ma temo che, in analoghe circostanze, tornerei a commetterlo".

### Clima
La diga del torrente Vajont è situata in una area a elevata piovosità, con massimi in primavera e autunno, e con minimi in inverno. L'azione del gelo-disgelo insiste sul versante meridionale della valle. Inoltre, data l'esposizione della stessa verso Est-Ovest, essa è sottoposta a una scarsa insolazione.

## La gestione dell'impianto Vajont
Quando le opere dell'impianto del Vajont erano oramai completate, solo una sua parte era passata come gestione al SCI perché l'impianto era ancora in fase di collaudo. La gestione era quindi affidata al Reparto di Soverzene, dove si trova l'omonima centrale idroelettrica, mentre il resto era rimasto sotto la responsabilità del SCI il cui personale, diretto dall'ingegnere Mario Pancini era composto quasi tutto da periti edili e da geometri. Fra questi ultimi c'era Giancarlo Rittmeyer che, qualche settimana prima della tragedia era stato provvisoriamente rimandato al Vajont per contribuire a seguire l'evolversi della frana.
Le decisioni che riguardavano le variazioni del livello dell'acqua nel serbatoio venivano prese dalla direzione del SCI (Biadene) e trasmesse per via gerarchica con lettera o con fonogramma al Reparto di Soverzene perché provvedesse a eseguirle. Questo veniva fatto regolando sia l'acqua in entrata nel lago (a eccezione della naturale proveniente dal torrente Vajont e dal suo bacino imbrifero che era variabile in funzione della stagione e ovviamente non regolabile) che quella in uscita verso la centrale di Soverzene o attraverso i vari scarichi della diga.

## Le verifiche sulle sponde del lago
Il 15 giugno 1957 il Consiglio Superiore dei Lavori Pubblici dette parere favorevole alla costruzione della diga, con la prescrizione di completare le indagini geologiche 
con una decisione che in seguito destò numerosi dubbi, in particolare sull'assenza di una ratio nell'approvare un progetto per il quale venivano richieste ulteriori indagini. Se la questione è stata ampiamente superata dalla normativa moderna (che impone serrati controlli preventivi su tutto il bacino), questa raccomandazione è stata l'oggetto di una disputa tra i fautori delle diverse interpretazioni sui fatti del Vajont, in quanto alcune indagini erano effettivamente state svolte (ad esempio sotto l'abitato di Erto) e oggetto di una relazione di Dal Piaz del giugno-settembre 1957. Le evidenze successive dimostreranno l'incompletezza-inadeguatezza della stessa.
Il 6 agosto 1957 venne consegnato alla SADE un nuovo rapporto geotecnico di Müller (il secondo), nel quale si evidenziavano forti pericoli di frana lungo la sponda sinistra del serbatoio. Era la prima relazione che infondeva dei dubbi sulla sponda sinistra del bacino, pur riferendosi alla sola parte frontale e più superficiale di quella che sarebbe poi stata individuata come la "grande frana" del Toc, evidenziata solo anni dopo. In questo primo studio le indagini non rivelarono la paleofrana che poi sarebbe stata vista come causa determinante dei problemi al serbatoio, anche se la sua conclusione fu che il bacino idrico poteva causare serie frane, anche di un milione di metri cubi.

## La frana del bacino di Pontesei
Il 22 marzo 1959, quando i lavori di costruzione della diga del Vajont erano già iniziati, una frana di circa 3 milioni di metri cubi di roccia si riversò nel bacino della diga del Lago di Pontesei, opera che era stata completata solo due anni prima dalla SADE.
Era tenuta sotto stretta osservazione, per la presenza in loco di ben due frane: quella di "Pontesei-Fagarè", e quella di "Pontesei spalla diga".
Il versante da dove si staccò la frana aveva caratteristiche di instabilità, note ai tecnici della SADE ma che non avevano mai destato preoccupazioni, in quanto ritenevano che fossero franamenti di scarsa entità. Una fessura era già stata rilevata dall'agosto del 1957, i suoi movimenti osservati ma quasi fermi da marzo a ottobre del 1958. La situazione precipitò dal 3 marzo 1959 quando, con lo scioglimento della neve, si constatò la presenza di fessure sulla strada statale che attraversava la futura frana; tuttavia venne sottovalutata la situazione.

La frana del lago di Pontesei, da poco caduta, e il lago in abbassamento di quota

La mattina del 22 marzo l'ingegnere Camillo Linari in servizio alla SADE fu avvisato dalle guardie forestali che le fessure erano aumentate e si era provveduto a chiudere la SS 251, vista la carreggiata molto danneggiata. Linari, quindi, si incamminò a piedi verso la diga, lungo la strada di servizio in sponda destra, con il geometra Marinello. Poco prima del franamento verso le 7 del mattino, i due furono sorpassati in bicicletta dall'operaio Arcangelo Tiziani, che si stava recando alle baracche del cantiere della ditta Cargnel, per la quale lavorava impiegato nella costruzione della centrale ai piedi della diga. All'improvviso la frana precipitò: i due tecnici riuscirono a risalire velocemente il versante, mentre Tiziani, anche perché era zoppo, non fu così veloce e riuscì solo a dare l'allarme. L'onda alta in quel punto 6 o 7 metri travolse l'operaio trascinandolo nel lago. Non fu mai più ritrovato.
A tale proposito Edoardo Semenza ricorda:
(E. Semenza, La storia del Vajont)
Questa frana, forse attribuibile a una riduzione del livello dell'invaso, e per molti aspetti simile, sia pure a scala ridotta, nella sua dinamica a quella che generò il disastro del Vajont, viene commentata nel suo libro da Semenza che osserva che venne sottovalutata, causa la scarsa esperienza nel campo nelle frane e dello studio della stabilità di versanti sciolti che a quei tempi, non erano affrontati con studi approfonditi e organici, non suggerendo quindi un comportamento diverso dai gestori dell'impianto.
Al riguardo il tribunale dell'Aquila stabilì che la frana di Pontesei fosse discesa in circa due minuti.
Nonostante Dal Piaz in una sua relazione legata alla costruzione della strada di circonvallazione in sponda sinistra del Vajont del 29 ottobre 1959 avesse ritenuto che non vi fossero rischi concreti di frane pericolose, gli avvenimenti di Pontesei convinsero la SADE ad approfondire il tema. L'incarico di approfondire lo studio delle sponde del bacino del Vajont fu quindi affidato a Müller, che come geomeccanico stava già seguendo i problemi delle imposte della diga.

## L'individuazione della "grande frana" sul versante sinistro del bacino
Eseguito un sopralluogo sul posto il 21 luglio 1959, Müller commissionò un piano di studio, inizialmente solo in modo informale.
Tale studio venne affidato al geologo Edoardo Semenza, figlio del capo progettista Carlo Semenza, che fu poi coadiuvato dal geologo Franco Giudici. Semenza scoprì in una ricognizione sul campo la presenza, nel versante sinistro della valle del Vajont, di evidenti pericoli derivanti da una zona di miloniti non cementate, lunga circa 1,5 km. Ciò indusse Edoardo Semenza a ipotizzare la presenza di una paleofrana, che interessava tutta l'area a più bassa quota del monte Toc, che, partendo dalle pareti scoscese sulla forra del torrente Vajont a nord ("Castelletto", "Punta del Toc" e "Parete Nord del Toc") superava la parte più pianeggiante delle pendici della montagna ("Pian del Toc" e "Pian della Pozza o della Paùsa") risalendo poi (in direzione sud) la dorsale in modo più impervio verso il "Torrione di Punta Vasei" e il "Becco del Toc". Informato della scoperta, Müller formalizzò un piano di studio approfondito basato su una sua proposta scritta molto dettagliata, inserita nel suo sesto rapporto del 10 ottobre 1959. La relazione definitiva Giudici-Semenza fu consegnata poi ufficialmente agli inizi di giugno 1960.
Le scoperte fatte avevano anche suggerito di eseguire una indagine geosismica attraverso la supposta paleofrana, che venne affidata a Pietro Caloi. I risultati ottenuti (novembre 1959) sembravano invece indicare che la zona a sinistra della vallata fosse "eccezionalmente" solida, rocce compatte coperte da soli 10-20 metri di detriti sciolti e franosi. Il rapporto di Caloi fu consegnato in via definitiva il 4 febbraio 1960.
I risultati agli antipodi dei due studi imposero un approfondimento del tema che fu favorito dagli avvenimenti successivi.

## La prima prova d'invaso
Nel settembre del 1959 la diga era ultimata. Il 28 ottobre 1959 la SADE avanzò domanda di invaso sperimentale fino a quota 600 m s.l.m., che fu approvata fino a quota 595 m s.l.m. il 9 febbraio 1960.
Nel mese di marzo del 1960, quando l'invaso del Vajont si trovava all'incirca a quota 590 m s.l.m. nella parete settentrionale del Toc prospiciente la valle (nella parte a est del torrente Massalezza praticamente di fronte al bivio per Casso) si verificò il crollo di una piccola porzione della "Parete Nord del Toc" vicino alla sua base occidentale. Inoltre si assistette alla rimobilitazione del "Castelletto del Toc" posto subito a ovest del torrente Massalezza e prospiciente la "Punta del Toc".

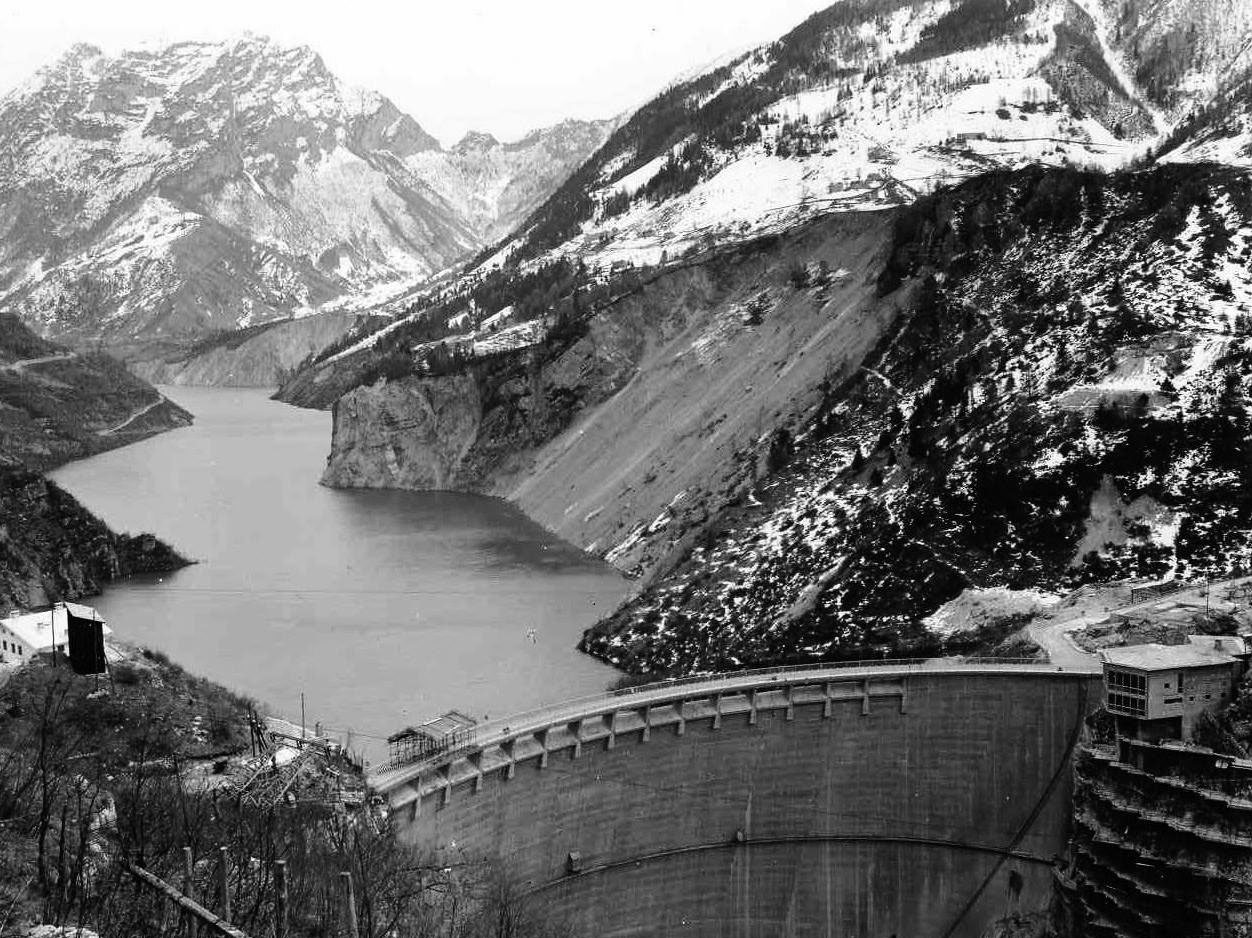
Il lago del Vajont, con il segno dello scivolamento della frana del 1960. Si nota la "punta del Toc", con il "Castelletto"

Continuavano nel frattempo le indagini suggerite da Müller, che nel maggio del 1960 portarono all'installazione dei primi capisaldi destinati a identificare eventuali movimenti franosi del Toc attraverso misure topografiche. Le misure, fatte con l'invaso a quota 595 m s.l.m., rilevarono movimenti della parte più a nord del Toc, con velocità che risultarono crescenti nei mesi successivi.
Il 10 maggio 1960 la SADE chiese l'autorizzazione a portare l'invaso a quota 660 m s.l.m. senza prima procedere con lo svaso, ma la relativa autorizzazione venne concessa l'11 giugno 1960. Negli stessi giorni venne consegnata anche la relazione definitiva dello studio Giudici-Semenza, nel quale veniva confermata la presenza della "grande frana".
Il 9 luglio 1960 venne consegnata la relazione di Dal Piaz a proposito della stabilità dei versanti di tutto il bacino, che, per il versante settentrionale del Toc, in sostanza negava assolutamente l'esistenza della frana-paleofrana.
Nel frattempo proseguivano le verifiche di Semenza relative alla sua ipotesi della paleofrana. In particolare egli scoprì, tra la fine di luglio e il 2 agosto 1960, il probabile margine meridionale della paleofrana (ossia la parte montana della stessa, più vicina alla cima del Toc) in corrispondenza del punto di separazione del torrente Massalezza nei due rami occidentale e orientale, convergenti a "Y" nel corso principale e di solito asciutti. In essi si poteva osservare il passaggio dalla roccia sana affiorante a sud (lato montagna), a quella frantumata o finemente macinata affiorante a nord (lato valle del Vajont).

### La frana del 4 novembre 1960
Sul finire del mese di ottobre 1960, con l'invaso all'incirca a quota 645 m s.l.m., mentre i movimenti della frana raggiungevano e superavano l'allarmante velocità di ben 3 cm al giorno (che non venne più raggiunta fino all'imminenza del distacco nel 1963), sulle pendici del monte Toc (da quota 1200 verso il basso) fece la sua comparsa la fessura perimetrale lato montagna della massa in movimento. I suoi margini laterali risultavano evidenti solo nella parte a maggior quota, mentre apparivano scarsamente percepibili alle quote più basse. Questa grande fessura disegnava sulla montagna la sagoma di una grossa "M" , larga tra 50 cm e 1 m, e si immergeva in profondità con una inclinazione di circa 40°. Le due punte della "M" partivano da quota 1200 m s.l.m. e 1400 m s.l.m. e arrivavano fino a circa quota 600 m s.l.m..
Il 4 novembre 1960 ci fu un segnale d'allarme, presagio della catastrofe: circa 750000 m³ di terra e roccia (la cui parte prospiciente la forra si era già mossa accasciandosi qualche decina di metri più in basso fin dalla primavera di quell'anno) franarono nel bacino, che si trovava con l'acqua a quota 650 m s.l.m.

## I nuovi studi proposti e i tentativi di salvare l'impianto

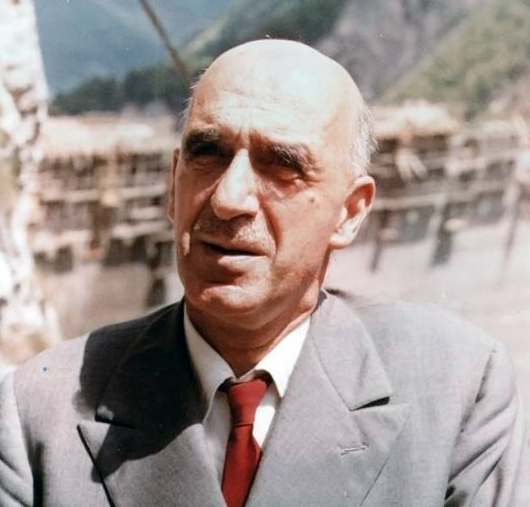
Carlo Semenza, progettista della diga e ideatore della "galleria di sorpasso o bypass", sul versante destro della valle del Vajont

I movimenti sull'intero fianco della montagna, che interessavano un fronte di quasi 3 km, con evidenti segni di movimenti trascorrenti sui lati della grande "M" che si era venuta a formare (indice che il movimento della massa era parallelo a quello della linea laterale di rottura e quindi era in direzione nord ossia verso il bacino), pur se non interpretati in modo unanime (le discordanze riguardavano oramai solo la profondità della massa in movimento e quindi l'effettivo volume in metri cubi della stessa), segnarono un momento di svolta.
Nei giorni 15-16 novembre, si riunirono al Vajont i geologi Müller ed Edoardo Semenza, con gli ingegneri Alberico Biadene, Mario Pancini, Camillo Linari e Mario Ruol. Per salvare l'impianto, su consiglio di Müller, si decise di procedere a uno svaso del serbatoio, iniziato già il 17 novembre. Programmato per effettuare uno svaso, in modo controllato e progressivo di 5 metri in 2 giorni, seguito da un arresto di 4-5 giorni così via, fino a raggiungere la quota di 600 metri a dicembre. Questo ebbe l'effetto di rallentare sensibilmente i movimenti fino a quasi arrestarli del tutto.
Carlo Semenza avviò subito un programma di lavoro e di studio, e già dal 17 si effettuarono delle rilevazioni tacheometriche per seguire i movimenti della frana. Egli propose la realizzazione di una galleria di sorpasso o by-pass, per impedire che se la valle fosse stata divisa in due dalla frana, si producesse un innalzamento incontrollato del livello del lago a monte, scongiurando pericoli per l'abitato di Erto e le sue frazioni più basse; inoltre per permettere all'acqua di venire utilizzata ugualmente.
L'ingegner Pancini redasse il 23 un promemoria che sottopose all'attenzione di Carlo Semenza: (in corsivo le note aggiunte a mano da Semenza).
Promemoria
«Qualunque sia la natura del movimento attualmente in atto lungo la sponda sinistra del serbatoio è da presumere che il movimento stesso non cesserà fino a che non si sia raggiunto un nuovo equilibrio nella condizione peggiore e cioè un massimo invaso durante la stagione delle piogge.
È certo comunque che se la sponda sinistra, o una porzione di essa, "puntasse" contro la sponda destra, non si dovrebbero più temere grandi smottamenti che sarebbe ragionevole favorire piccoli smottamenti cosicché il riempimento del fondovalle venisse raggiunto per gradi.
In ogni caso non è pensabile alzare il livello al massimo invaso fino a che buona parte della forra non sia riempita. Ciò premesso io vedo due possibilità:
1. Svasare il serbatoio fino a quota 590 entro il dicembre 1960 mantenendo il livello a quella quota; eseguire la galleria di bypass (a quota 610 o a quota 600 circa) nel 1961; riprendere gli invasi nell'autunno inverno 1961-1962 ("partendo in gennaio possiamo aver finito in settembre e riempire già in ottobre-novembre 61").
Arrivati a quota 650 circa, alzare e abbassare il serbatoio più volte fino a provocare il franamento di una certa parte di materiale che consenta di spingere, con una certa tranquillità, gli invasi anche alle quote superiori. Con questo programma il livello massimo potrebbe essere raggiunto nella primavera-estate del 1963 ("se non succede niente di grave anche in primavera 1962");
2. Provocare subito (e cioè entro questo inverno) qualche smottamento alzando e abbassando il livello per la quota 650-670; ciò fatto stabilire se la galleria è necessaria.
Vantaggi:
- può darsi che non occorra eseguire la galleria e se occorre eseguirla, incominciare in gennaio o cominciare in aprile, non porterà una grande differenza agli effetti della data di ultimazione perché e sempre difficile "piantare" un cantiere in pieno inverno in una valle profonda come quella del Vaiont.
- In ogni caso, il tempo che si perderebbe ora dovrebbe essere perduto anche con la soluzione 1) nel 1962-1963.
- Durante l'inverno si è pressoché sicuri che i proprietari dei terreni del "Toc" non si recano sul posto e quindi qualsiasi smottamento del terreno e meno pericoloso per l'incolumità delle persone.
- L'eccezionale ricchezza di acqua dell'autunno 1960 consente una maggiore libertà negli invasi e svasi.

Svantaggi:
- se si provocasse un enorme movimento di terra e fosse necessaria la costruzione del by-pass, questa ultima avverrebbe in condizioni estremamente difficili. Sulla possibilità che il movimento della sponda assuma dimensioni disastrose solo i geologi possono dare un parere (''GUAI'').

La mia "sensazione" personale è che non dovrebbe avvenire un movimento di entità tale da superare la quota 625 perché il congiungimento fra le due sponde a quota inferiore dovrebbe già provocare un rallentamento del fenomeno e successivamente non c'è ragione di pensare che il movimento debba continuare. ''(perché? Vedere sezioni trasversali).''
Venezia 23-XI-1961
F.to PANCINI
L'ingegner Semenza, sull'intero promemoria, scrisse: d'accordo sulla prima soluzione, anticipando gli svasi e invasi a ottobre 1961.»
Venne subito eseguita (dicembre 1960) una nuova indagine geologica (diretta ancora da Caloi) dalla quale emerse che la roccia ora aveva caratteristiche meccaniche pessime. Alcuni autori ritengono che la precedente indagine di Caloi (nella quale erano stati esclusi problemi di sorta per le pendici del monte Toc) non fosse stata eseguita o interpretata correttamente. La relazione fu consegnata ufficialmente il 10 febbraio 1961.
Il rapporto consegnato da Müller il 3 febbraio 1961, noto comunemente come il numero progressivo 15º in quanto era per l'appunto il suo quindicesimo rapporto, si occupava esclusivamente della frana delle pendici del monte Toc ed è da sempre uno dei punti di maggior contrasto tra gli autori che si sono occupati delle vicende del Vajont.
In tale relazione, il geomeccanico austriaco non concorda con Giudici e Semenza sull'ipotesi della paleofrana, mentre è in totale accordo con loro sul fatto che vi sia sul fianco sinistro del Vajont una grande frana, indicando come a suo parere non esistano dubbi sulla profonda giacitura del piano di scivolamento (spessore della frana) e ipotizzando una massa in movimento di circa 200 milioni di metri cubi di materiale (errando di circa un quarto in meno rispetto a quanto sarà poi verificato in seguito), fornendo tuttavia uno dei dati di previsione più precisi allora disponibili.
Per Müller la massa in movimento è una frana di neoformazione, le resistenze mobilizzate sono quelle di picco, in gran parte date da contatti roccia-roccia.
Questa individuazione abbastanza precisa della massa in movimento fu di fatto il motivo del contendere tra i vari autori, in quanto i sostenitori della tesi della prevedibilità hanno sempre utilizzato questo rapporto per dimostrare che non era possibile che i tecnici della società di energia elettrica non avessero chiaramente in vista i valori delle masse in gioco, e perché nelle prove sul modello idraulico (che verrà attrezzato a Nove, di cui si tratterà nel paragrafo successivo) non ne sia mai stata eseguita una partendo dalla sua ipotesi dei volumi in movimento.
Effettivamente la sua relazione rimane illuminante sotto molti aspetti, sia per quel che riguarda l'individuazione della correlazione tra livello dell'acqua del lago e precipitazioni rispetto ai movimenti della frana, sia per aver fornito tutta una serie di misure da effettuare e contromisure da utilizzare per poter risolvere i problemi che stavano attanagliando il serbatoio. Le "milioniti" di Semenza (al piede della massa) non vengono mai sottoposte a prove meccaniche. Le evidenze geologiche riscontrate non sono sufficienti per dimostrare l'esistenza della paleofrana.

### Contromisure ipotizzabili del 15º rapporto
Nel rapporto, descriveva le 6 contromisure ipotizzabili, precisando tuttavia che nessuna di esse avrebbe potuto risolvere del tutto il problema, in quanto alcune erano irrealizzabili, altre lo erano solo parzialmente.
A seguire l'elenco di possibili contromisure. In corsivo alcune brevi osservazioni di Edoardo Semenza.
1. Abbassamento lento del livello. Provvedimento, in realtà, già preso che aveva dimostrato la sua efficacia; nel rapporto si osserva altresì che le piogge avevano invece contribuito a diminuire ogni volta questa efficacia; per conoscere meglio gli effetti delle piogge e delle variazioni del livello del lago sull'andamento della falda nella massa l'autore consigliava l'installazione di piezometri.
2. Impedire o ridurre drasticamente la penetrazione dell'acqua di precipitazione e disgelo. Era una cosa impraticabile, dato l'enorme numero di fessure, e quindi il costo spropositato (ma, visto a posteriori, anche inutile, data l'altissima permeabilità poi riscontrata per cui l'acqua sarebbe entrata ugualmente nella massa del lago).
3. Alleggerire la frana. Si trattava di demolirla parzialmente; ma erano moltissimi milioni di metri cubi, e quindi un'opera superiore alle possibilità umane (ma, a parte la spesa, si sarebbe trattato comunque di un lavoro che avrebbe richiesto molti anni).
4. Un abbassamento di livellamento della falda mediante drenaggi, che senz'altro dovrebbero conseguire un effetto rallentante. Questo pareva possibile almeno in una certa misura. A questo scopo Müller aveva raccomandato la costruzione di due cunicoli di drenaggio entro la roccia e che venivano iniziati in vicinanza al torrente Massalezza sopra quota 900. Da questi cunicoli, egli è convinto, si potrà principalmente drenare la zona della frana. Con questo si spera di ottenere non solo una sensibile estrazione di masse d'acqua, bensì un totale scarico della pressione dell'acqua e una diminuzione della spinta idrostatica. Se questa misura avesse avuto effetto favorevole Muller precisa che potrebbe venir creato un secondo cunicolo di drenaggio più profondo.
5. Cementare tutta la massa in modo da renderla impermeabile. Impresa ciclopica, costi enormi e risultati incerti.
6. Costituire un ostacolo al piede della massa in frana con altre masse rocciose fatte cadere, con esplosivo dalla fronte della massa stessa, o dal versante opposto; provvedimento dall'esito incerto e con aspetti pericolosi.

Muller indicava inoltre altri possibili interventi, atti a conoscere meglio la situazione e soprattutto il comportamento dell'acqua all'interno del versante sinistro.
In particolare raccomanda l'installazione di pozzi piezometrici per il controllo dei livelli e delle pressioni dell'acqua nella massa in frana, e per cercare di capire la conformazione degli strati più profondi della frana, per valutare a che profondità potesse trovarsi il piano su cui essa si sta muovendo e capire se fosse possibile un'opera di drenaggio al di sotto di esso.
Si sarebbero dunque ottenuti i dati necessari per trovare un metodo di regolazione della velocità del movimento. I piezometri furono approvati e vennero installati a fine estate.

### Il progetto mai attuato della galleria di drenaggio in frana
Per cercare di drenare la massa, come consigliato da Muller, si pensò anche a un'opera di drenaggio tramite un'apposita galleria che avrebbe avuto il compito di scaricare l'acqua dell'acquifero inferiore, (sotto il piano di scivolamento) oltre i due margini estremi a est e ovest. Tale galleria avrebbe certamente costituito un elemento molto importante, in quanto avrebbe potuto eliminare o ridurre le sottopressioni che causavano il movimento della massa.
Della galleria di drenaggio era stato fatto anche un progetto di massima. Risulta che era stata discussa la possibilità di costruirla a una quota inferiore (circa 720 anziché 900), per aumentare l'effetto drenante. A frenare l'esecuzione del progetto era il timore di andare incontro alle stesse enormi difficoltà incontrate durante lo scavo dei due cunicoli sul Massalezza, nell'interno della massa in frana, causate dalle pessime condizioni di stabilità dell'ammasso roccioso.
Le armature a quadri in legno, indispensabili per questo tipo di materiale, non potevano reggere a lungo alle spinte provocate dai movimenti in atto: lo scavo presentava quindi gravissimi pericoli.

## La galleria di "sorpasso frana"
Come da programma, nel febbraio del 1961 si diede inizio ai lavori per lo scavo della galleria di sorpasso, del costo di circa 1 miliardo di lire.
Secondo le previsioni il serbatoio avrebbe perso circa 1/3 del suo volume utile originario.
Passando in roccia sana, sul versante destro della valle sotto al monte Salta, superava la zona "pericolante" del fianco sinistro del Vajont. La galleria era indispensabile, anche per dare continuità al corso del torrente Vajont verso il Piave, e mantenere il collegamento idraulico tra le due parti del bacino che si sarebbero create dopo la caduta della frana.
Il lago sotto Erto sarebbe rimasto senza sbocco, e con l'aumento del livello avrebbe provocato uscite d'acqua attraverso il Passo di S. Osvaldo e in Valcellina.
Lunga 1800 m con un diametro di 4,5 m si riteneva che i suoi imbocchi non sarebbero stati ostruiti in caso di caduta della frana.
L'imbocco, di monte si trova presso i Mulini delle Spesse, a quota 624, l'uscita si trova poco a monte della diga, a quota 614 m. Il lavoro viene affidato a 2 imprese: Monti e Zadra, che avrebbero operato dalle due estremità. Zadra scava usando il sistema tradizionale "decauville". Monti invece adotta, tra le prime in Italia, pale caricatrici cingolate, a ribaltamento posteriore, e dumper gommati a guida reversibile.
Si realizzano anche due "finestre" di servizio al ponte di Casso (quota 613,9 m s.l.m.) e al ponte del Colomber, per accelerare la realizzazione e per facilitare l'estrazione del materiale scavato.
Viene completata il 5 ottobre 1961.

## Le prove del modello idraulico del serbatoio del Vajont
Dopo la scoperta della frana delle pendici settentrionali del monte Toc, si decise di approfondire gli studi sui seguenti effetti:
1) azioni dinamiche sulla diga;
2) effetti d'onda nel serbatoio ed eventuali pericoli per le località vicine, con particolare attenzione al paese di Erto;
3) Ipotesi di una parziale rottura della diga e conseguente esame dell'onda di rotta e della sua propagazione lungo l'ultimo tratto del Vajont e lungo il Piave, fino a Soverzene e oltre.
Lo studio del punto 1 venne eseguito presso l'I.S.M.E.S. (Istituto Sperimentale Modelli e Strutture) di Bergamo (nato nel 1951), mentre per gli altri la SADE decise la costruzione di un modello fisico-idraulico del bacino, nel quale poter eseguire alcuni esperimenti sugli effetti della caduta di una frana in un serbatoio.
Il modello in scala 1:200 del bacino, che è tuttora visitabile, fu allestito presso la centrale idroelettrica di Nove (loc. Borgo Botteon di Vittorio Veneto) della SADE, e divenne il C.I.M. (Centro Modelli Idraulici). Gli esperimenti furono affidati ai professori Ghetti e Marzolo, docenti universitari dell'Istituto di Idraulica e Costruzioni Idrauliche dell'Università di Padova, e furono eseguiti grazie al finanziamento della SADE, sotto il controllo dell'ufficio studi della società stessa.
Lo studio si prefiggeva di verificare gli effetti idraulici sulla diga e sulle sponde del serbatoio del franamento, e fu dunque indirizzato in questo senso piuttosto che a riprodurre il fenomeno naturale della frana. Gli esperimenti vennero condotti in due diverse serie (agosto-settembre 1961 e gennaio-aprile 1962), delle quali la prima servì sostanzialmente per affinare il modello.

### La prima serie di esperimenti
La prima serie di 5 esperimenti ebbe inizio il 30 agosto 1961 con una superficie di scivolamento della frana piana inclinata di 30°, costituita da un tavolato di legno rivestito da una lamiera. La massa franante era simulata con della ghiaia, trattenuta tramite reti flessibili metalliche, che venivano inizialmente trattenute in posizione mediante funi allentate poi all'improvviso. All'inizio di settembre furono eseguite altre 4 prove destinate ad avere scopo orientativo. La prima sempre con un piano inclinato di 30°, le seguenti 3 con un piano inclinato di 42°. Riscontrata l'impossibilità di riprodurre nel modello il naturale fenomeno geologico della frana, il modello venne elaborato modificando la superficie di movimento della frana, che venne sostituita con una in muratura (i relativi profili furono elaborati da Semenza, che per redigerli si avvalse anche dei sondaggi che erano già stati effettuati e che avevano fornito sufficienti elementi di giudizio in questo senso), per rendere possibile la variazione della velocità di caduta della frana nel serbatoio (resa difficile dalla nuova forma "a dorso" della superficie di movimento). Per simulare la compattezza del materiale in movimento (che nel modello rimaneva la ghiaia) vennero inseriti dei settori rigidi che vennero trainati attraverso delle funi tirate da un trattore.

### La seconda serie di esperimenti
In questi 17 esperimenti, condotti dal 3 gennaio 1962 al 24 aprile 1962, il materiale "franante" era ancora della ghiaia, questa volta trattenuta attraverso delle reti di canapa e delle cordicelle. Partendo dall'ipotesi di Muller relativa alle diverse caratteristiche della massa in movimento tra la parte a valle del torrente Massalezza (ovest) e la parte a monte dello stesso (est), tutti gli esperimenti furono compiuti facendo scendere quelle due ipotetiche parti della frana separatamente. Nel modello, tuttavia, le due frane vennero fatte scendere inizialmente in tempi diversi, in modo che i loro effetti fossero totalmente separati e, successivamente, quando l'ondata prodotta dalla prima tornava indietro, in modo da ottenere un sovralzo totale dell'acqua del lago anche maggiore.

### La relazione finale Ghetti
Il sovralzo totale dell'acqua del serbatoio (misurato attraverso appositi strumenti) veniva scomposto in "sovralzo statico", che era l'effetto non transitorio di aumento del livello dell'acqua rimasta nel serbatoio dopo il franamento per effetto dell'immersione della frana nel serbatoio (una volta raggiunto nuovamente lo stato di quiete), e in "sovralzo dinamico", dovuto al moto ondoso temporaneo prodotto dal franamento. Il sovralzo statico dipendeva dal volume della frana che rimaneva immerso nel serbatoio, mentre il sovralzo dinamico dipendeva quasi esclusivamente dalla velocità di caduta della frana (mentre era trascurabilmente legato al volume della stessa).
In base a questa simulazione (in seguito al disastro oggetto di critiche, poiché considerata da alcuni approssimativa) si determinò che ponendo un limite di invaso a quota 700 m non si sarebbero avuti danni sopra quota 730 m s.l.m. lungo le sponde del serbatoio, mentre una minima quantità d'acqua avrebbe superato il ciglio della diga (722,5 m) procurando danni trascurabili a valle della stessa.
Con le esperienze riferite, svolte su un modello in scala 1:200 del lago-serbatoio del Vajont, si è cercato di fornire una valutazione degli effetti che verranno provocati da una frana, che è possibile abbia a verificarsi sulla sponda sinistra a monte della diga. Premesso che il limite estremo a valle dell'ammasso franoso dista oltre 75 m dall'imposta della diga, e che la formazione di questa imposta è di roccia compatta e consistente e ben distinta, anche geologicamente, dall'ammasso predetto, non è assolutamente da temersi alcuna perturbazione di ordine statico alla diga col verificarsi della frana, e sono perciò da riguardarsi solo gli effetti del rialzo ondoso nel lago e nello sfioro sulla cresta della diga in conseguenza della caduta.
ESAME SU MODELLO IDRAULICO DEGLI EFFETTI DI UNA EVENTUALE FRANA NEL LAGO SERBATOIO DEL VAJONT
[...] Le previsioni sulle modalità dell'evento di frana sono quanto mai incerte dal punto di vista geologico. Scoscendimenti parziali di limitata entità ebbero a verificarsi negli ultimi mesi del 1960 nella parte più bassa della sponda in movimento in concomitanza coll'iniziale, ed ancora parziale, riempimento dell'invaso. La formazione franosa si estende su una fronte complessiva di 1,8 km, dalla quota 600 alla quota 1200 m s.l.m. (quota di massimo invaso del lago-serbatoio 722,50 m s.l.m.). L'esame geologico porta a riconoscere una presumibile superficie concoide di scorrimento, sulla quale l'ammasso franoso, costituito da materiale incoerente e detriti di falda in prevalenza, raggiunge nella parte centrale (a cavallo dell'asta del torrente Massalezza) lo spessore di 200 m. L'andamento della scarpata è più ripido nella parte inferiore che sovrasta il lago; a un cedimento di questa parte sarebbe probabilmente seguito lo scoscendimento dell'ammasso superiore. È da ritenersi che l'eventuale discesa della frana difficilmente potrà manifestarsi contemporaneamente su tutta la fronte; è più fondata invece l'ipotesi che scenderà per prima l'una o l'altra delle due zone poste a monte o a valle del torrente Massalezza, e che questo scoscendimento sarà seguito, a più o meno breve intervallo, da quello della restante zona. [...]
[...] Questi dati sembrano sufficientemente indicativi dell'entità che il fenomeno ondoso può presentare pur nelle più sfavorevoli previsioni di caduta dell'ammasso franoso. Si fa osservare che il sovralzo riscontrato in prossimità della diga è sempre superiore a quello che si manifesta nelle zone più distanti lungo le sponde del lago. Passando a considerare gli effetti della frana che sopravvenga a lago non completamente invasato, si ha dalle prove che già con l'invaso portato a quota 700 m s.l.m. l'evento più sfavorevole, e cioè la caduta della zona a valle in 1 min. a seguito di precedente caduta della zona a monte, provoca appena, con sovralzo di 27 m. presso la diga (e massimo di 31 m a 430 m da essa) uno sfioro poco superiore a 2000 m³/s. Partendo dalla quota d'invaso 670 m s.l.m. anche con la frana più rapida il sovralzo è assai limitato e ben al disotto della cresta di sfioro.
Sembra pertanto potersi concludere che, partendo dal serbatoio al massimo invaso, la discesa del previsto ammasso franoso solo in condizioni catastrofiche, e cioè verificandosi nel tempo eccezionalmente ridotto di 1-1.30 minuti, potrebbe arrivare a produrre una punta di sfioro dell'ordine di 30.000 m³/s, ed un sovralzo ondoso di 27,5 m. Appena raddoppiando questo tempo il fenomeno si attenua al disotto di 14000 m³/s di sfioro e di 14 m di sovralzo.
Diminuendo la quota dell'invaso iniziale, questi effetti di sovralzo e di sfioro si riducono rapidamente, e già la quota di 700 m slm può considerarsi di assoluta certezza nei riguardi anche del più catastrofico prevedibile evento di frana.[...]
[...] Sarà comunque opportuno, nel previsto prosieguo della ricerca, esaminare sul modello convenientemente prolungato gli effetti nell'alveo del Vajont ed alla confluenza nel Piave del passaggio di onde di piena di entità pari a quella sopra indicata per i possibili sfiori sulla diga. In tal modo si avranno più certe indicazioni sulla possibilità di consentire anche maggiori invasi nel lago-serbatoio, senza pericolo di danni a valle della diga in caso di frana[...]
Padova 3 luglio 1962
IL DIRETTORE DELLE RICERCHE
(Prof. Ing. Augusto Ghetti)»

## La nazionalizzazione delle industrie elettriche e il passaggio all'ENEL
Con la legge 1643 del 6 dicembre 1962, pubblicata sulla Gazzetta Ufficiale il 12 dicembre 1962, viene istituito l'Ente nazionale per l'energia elettrica (ENEL), "Istituzione dell'Ente nazionale per l'energia elettrica e trasferimento ad esso delle imprese esercenti le industrie elettriche", con il compito di esercitare nel territorio nazionale le attività di produzione, importazione ed esportazione, trasporto, trasformazione, distribuzione e vendita dell'energia elettrica da qualsiasi fonte prodotta.
Il passaggio tra la Sade e l'Enel non fu una vendita, ma un esproprio, e l'indennizzo avvenne sul valore delle azioni Sade nei tre anni precedenti (1959-1961), senza alcun riferimento al valore e alla funzionalità degli impianti.
Con la stessa legge sono state fissate alcune altre importanti norme:
- Il divieto, per le società soggette a trasferimento, di distribuire dividendi per l'esercizio 1962 superiori al 5,50 per cento, calcolato sul valore del capitale quale risulta dai prezzi di compenso di borsa nel periodo dal 1º gennaio 1959 al 31 dicembre 1961 (articolo 6).
- I legali rappresentanti delle società soggette a trasferimento, dal 12 dicembre 1962, sono stati costituiti responsabili verso l'ENEL della conservazione e manutenzione degli impianti, nonché della buona gestione delle imprese stesse, ivi compresa l'attuazione dei programmi in corso di ampliamento, di trasformazione e nuova costruzione (articolo 12).
- Il personale dipendente dalle imprese da trasferire e in servizio alla data del 1º gennaio 1963 è mantenuto in servizio e conserva il trattamento giuridico ed economico, anche individuale, in atto a quella data.

Con il d.P.R. 4 febbraio 1963, n. 36, portante norme relative ai trasferimenti all'ENEL delle imprese esercenti industrie elettriche, venne riconfermato che il trasferimento comprendeva tutti i beni mobili e immobili, i rapporti giuridici e quanto altro attinente alla gestione dell'impresa (articolo 2). Venne poi stabilito:
- 1) Che il trasferimento aveva effetto dalla data di pubblicazione sulla Gazzetta Ufficiale dei relativi decreti.
- 2) Che da quella data i legali rappresentanti delle imprese trasferite assumevano le funzioni di custodi di tutti i beni ed erano tenuti a compiere gli atti di ordinaria amministrazione per la gestione della impresa.
- 3) Che la consegna doveva essere fatta all'amministratore provvisorio entro 60 giorni dalla notifica della di lui nomina a cura del Prefetto.
- 4) Che entro dieci giorni dal trasferimento i legali rappresentanti delle imprese dovevano consegnare all'ENEL o all'amministratore provvisorio tutti i documenti attinenti all'attività elettrica ed ai relativi rapporti giuridici e porre a disposizione i libri, le scritture contabili, sotto comminatoria, in difetto, di esecuzione coattiva da parte del Prefetto competente (articolo 5).
- 5) Che l'amministratore provvisorio esercitava i poteri di gestione secondo le direttive dell'ENEL e poteva compiere atti di straordinaria amministrazione previa autorizzazione dello stesso.

Con decreto presidenziale del 14 marzo 1963, pubblicato sulla gazzetta ufficiale il 16 marzo 1963, viene disposto il trasferimento dell'impresa elettrica dalla SADE all'ENEL.
Il 14 marzo il Consiglio di amministrazione dell'ENEL, costituito a termini del decreto presidenziale 15 dicembre 1962, n. 1670 (G.U 19 dicembre 1962), aveva nominato l'amministratore provvisorio nella persona dell'avvocato Feliciano Benvenuti, il quale, da tale data, assumeva quindi i poteri di ordinaria e straordinaria gestione.
La nomina dell'amministratore provvisorio venne pubblicata sulla Gazzetta Ufficiale del 26 marzo 1963, mediante comunicato del Ministero dell'industria e del commercio.
La SADE ne fu informata anche con lettera del Presidente dell'ENEL Vitantonio di Cagno del 22 marzo 1963 e, agli effetti della consegna formale dei beni, con avviso prefettizio del 25 luglio 1963.
- Sono stati trasferiti dalla SADE all'ENEL tutti i beni e rapporti giuridici, compresa la concessione idroelettrica del Vajont e già impianti relativi già costruiti.
- È stato trasferito all'ENEL tutto il personale dell'impresa elettrica della SADE.
- La legale rappresentanza della SADE e gli organi relativi sono stati spogliati di ogni ingerenza sui beni dell'impresa elettrica.
- ll periodo transitorio va dal 16 marzo al 27 luglio 1963, giorno in cui viene ufficializzato e verbalizzato il trasferimento dell'impianto del Vajont all'ENEL.

Il 27 luglio 1963, a Venezia, venne redatto il verbale di consegna, dal contesto del quale risulta:
1. Che l'amministratore provvisorio dava atto di avere già preso virtualmente in consegna, in nome e per conto dell'ENEL, in adempimento agli obblighi di cui agli articoli 5 e 6 del decreto presidenziale 4 febbraio 1963, n. 36, come da lettera 26 marzo di quell'anno scambiata colla Società, tutti i documenti attinenti all'attività elettrica della SADE ed ai relativi rapporti giuridici, i libri e le scritture obbligatorie. A tale fine erano stati costituiti depositari e custodi dei documenti in parola i funzionari preposti alle singole attività della società stessa.
2. Che era stata rispettivamente data e ricevuta ampia ed esauriente notizia dei rapporti giuridici attivi e passivi inerenti alla gestione della impresa elettrica della Società stessa, pendenti alla data del 15 marzo 1963.

## Gli invasi sperimentali per il collaudo della diga

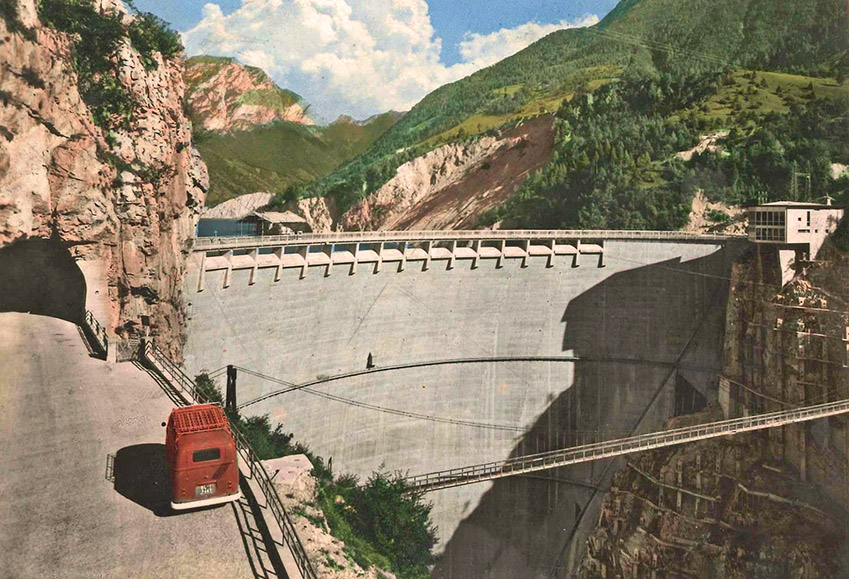
La diga del Vajont nel 1963 pochi mesi prima della tragedia

Durante il primo riempimento del serbatoio, raggiunta la quota di 650 m s.l.m., il 4 novembre 1960 si verificò una frana. Allora si effettuò uno svaso che terminò nel gennaio del 1961. Da gennaio a ottobre dello stesso anno, il lago venne mantenuto a una quota tra 590 e 600 m s.l.m per permettere la costruzione della galleria di by-pass.
Terminata la costruzione della galleria, si iniziò la seconda prova d'invaso, che venne eseguita con particolare cautela, controllando i movimenti della frana in rapporto al livello del lago. I movimenti della frana ripresero molto lentamente nell’Aprile 1962, ma nel novembre successivo, con la quota a 700 m s.l.m raggiunsero la velocità di 1,5 cm al giorno. Quindi si decise un nuovo svaso che terminò a marzo del 1963 con il lago a quota 650 m s.l.m., arrestando così i movimenti della frana.

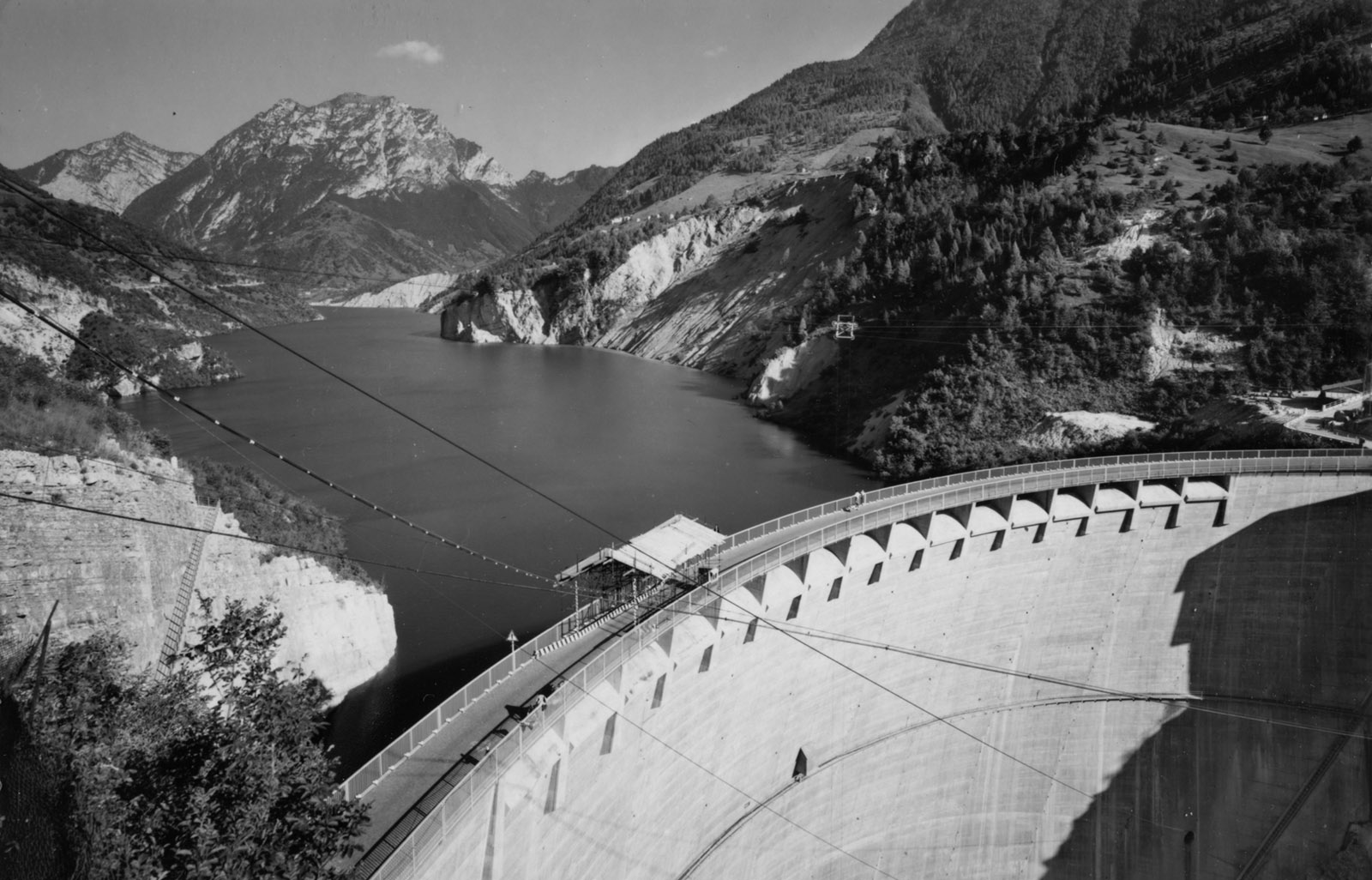
La diga e il lago a quota 710, circa (settembre 1963)

Il terzo e ultimo invaso richiesto e iniziato a nazionalizzazione già avvenuta, fu eseguito a partire da aprile del 1963, con autorizzazione fino alla quota di 715 m s.l.m. Tale quota non venne mai raggiunta, ma si fermò a 710.
Il livello del lago fu fatto aumentare velocemente per poi rallentare e raggiungere quota 700 a fine giugno, restando fermo fino a metà agosto. La frana riprese i movimenti anche con la quota del lago ferma a 700 metri tra luglio e agosto. Dalla seconda metà di agosto, si alzò il livello fino a 710 metri, raggiungendo la quota i primi giorni di settembre. La frana aumentò la velocità dei movimenti, arrivando a 2 cm/giorno il 25 settembre.
Iniziò allora lo svaso per poter arrivare alla quota di sicurezza indicata da Ghetti di 700 metri. Quota raggiunta il 9 ottobre, quando avvenne la tragedia

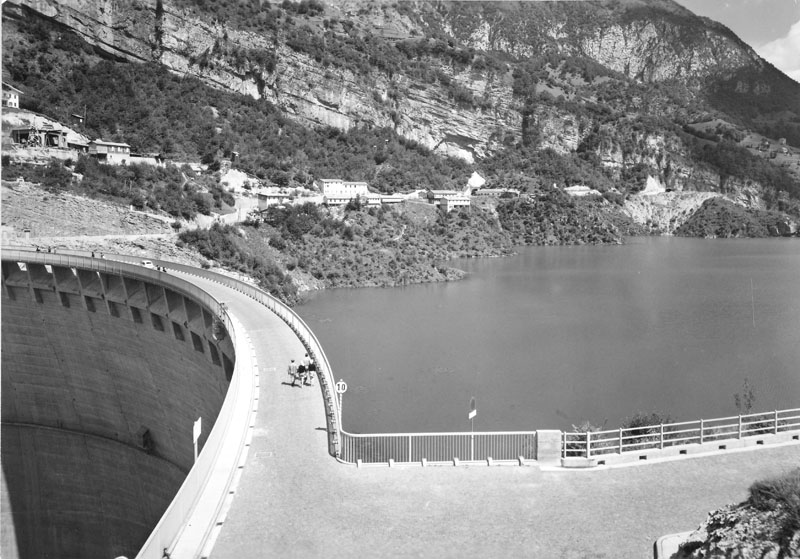
La diga, la strada sul coronamento e il lago (settembre 1963)

Va anche precisato che arrivare alla quota massima, non significava "collaudare" la diga. Questo era solo un primo passo: si sarebbero poi dovuti compiere, fra l’altro, degli svasi e successivi invasi per uno specifico "collaudo tecnico-funzionale del comportamento e dell’efficienza statica e idraulica della struttura della diga e delle spalle di appoggio", consistenti anche nel controllare che tutti i parametri strumentali ritornassero ai dati di partenza.
Comunque, pure ai fini della sicurezza del serbatoio, sarebbe stato molto improbabile arrivare al collaudo prima che si fossero stabilizzate le già note problematiche delle sponde.

## La situazione idraulica il 9 ottobre 1963 e il livello del serbatoio del Vajont
La situazione idraulica dei bacini che interagivano con il Vajont è rappresentata nello schema.
Per il 9 ottobre la direzione del SCI aveva previsto di abbassare il livello del serbatoio di 1,20 m (cioè di 5 cm all’ora), per arrivare alla mezzanotte a quota 700,50 m.
Ma verso le ore 18 Biadene fece pervenire al Reparto di Soverzene due ordini:
1) Aumentare la velocità di svaso. Questo fu fatto in due modi:
- aumentando la portata verso Soverzene, aprendo di più la paratoia pos. 23, da 48 a 80 cm (questa poteva alzarsi fino a 3,5 m),
- fermando la centrale di Gardona, così da togliere i 9 cm/s, in entrata nel lago.

L'acqua proveniente dai serbatoi di Pieve e di Valle di Cadore, passava per il ponte tubo e non entrava nel Vajont (chiusa la paratoia pos. 20), perché il livello di quei due laghi era più basso di quello del Vajont.
2) Predisporre le opportune operazioni preliminari per eventualmente aprire lo scarico di alleggerimento: in questo modo si sarebbe ulteriormente aumentata la velocità di svaso, scaricando l'acqua nella forra del Vajont e quindi nel Piave. L’ordine di aprire questo scarico non venne però mai dato.
Lo scarico di alleggerimento era uno dei tre scarichi posti sotto il livello di sfioro della diga. Questi, dopo la costruzione della diga non vennero però mai aperti.

## La frana del 9 ottobre 1963

Foto aeree dell'invaso prima e dopo la frana del 9 ottobre 1963

Alla fine dell'estate del 1963 i capisaldi rilevarono movimenti preoccupanti della montagna, quindi venne deciso di diminuire gradualmente l'altezza dell'invaso, arrivando alla quota di sicurezza di 700 m s.l.m ipotizzata da Ghetti il 9 ottobre.
L'8 ottobre, su sollecito dei tecnici S.A.D.E., il Comune di Erto emana la seguente ordinanza:
Enel-Sade e autorità tutte non si ritengono responsabili per eventuali incidenti che possono accadere a coloro che sconsideratamente, si avventurano oltre i limiti sopra descritti.»
Alle 22:39 del 9 ottobre 1963 si staccò dalla costa del Monte Toc la frana lunga 2 km di oltre 270 milioni di metri cubi di rocce e terra. In circa 20 secondi la frana arrivò a valle, generando una scossa sismica e riempiendo il bacino artificiale.

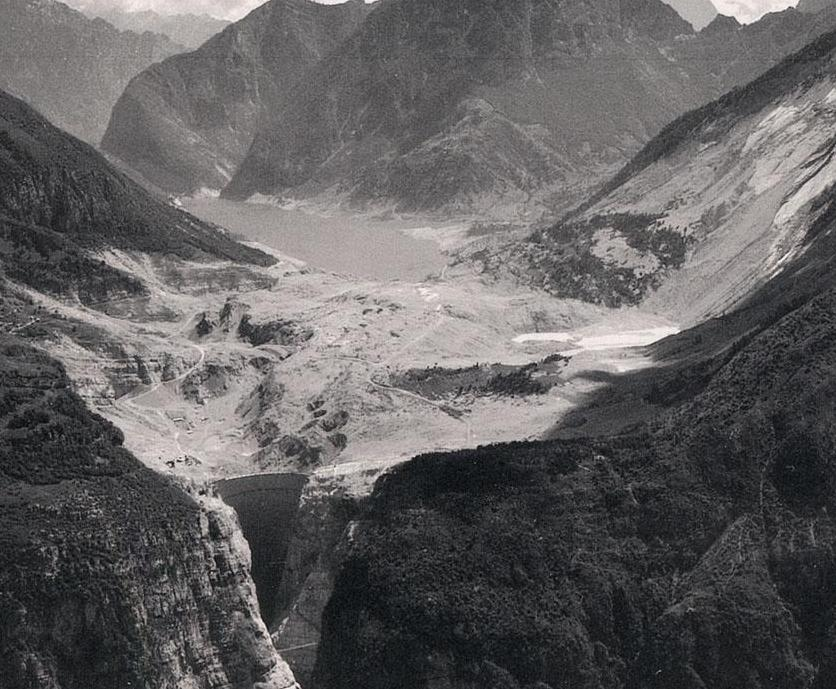
Panoramica della Valle del Vajont poco dopo il disastro del 9 ottobre 1963. Si nota la frana di 260 milioni di metri cubi staccatasi dal Monte Toc e precipitata nel bacino artificiale

L'impatto con l'acqua generò tre onde: una si diresse verso l'alto, lambì le abitazioni di Casso, ricadde sulla frana e andò a scavare il bacino del laghetto di Massalezza; un'altra si diresse verso le sponde del lago e, attraverso un'azione di dilavamento delle stesse, distrusse alcune località nel comune di Erto e Casso, e la terza (di circa 50 milioni di metri cubi di acqua) scavalcò il ciglio della diga, che rimase intatta, a eccezione del coronamento percorso dalla strada di circonvallazione che conduceva al versante sinistro del Vajont, e precipitò nella stretta valle sottostante.
I circa 25 milioni di metri cubi d'acqua che riuscirono a scavalcare l'opera raggiunsero il greto sassoso della valle del Piave e asportarono consistenti detriti, che si riversarono sul settore meridionale di Longarone causando la quasi completa distruzione della cittadina (si salvarono solo il municipio e le case poste a nord di esso) e di altri nuclei limitrofi, e la morte, nel complesso, di circa 2.000 persone (i dati ufficiali parlano di 1.910 vittime, ma non è possibile determinarne con certezza il numero). È stato stimato che l'onda d'urto dovuta allo spostamento d'aria fosse addirittura il doppio dell'intensità generata dalla bomba atomica sganciata su Hiroshima, quindi la metà delle vittime che si trovavano all'aperto fu smembrata e polverizzata, e di loro non si trovò nulla.
I pompieri partiti da Belluno, dopo aver ricevuto segnalazioni circa l'innalzamento del livello del Piave, non poterono raggiungere il luogo, poiché da un certo punto, provenendo da valle, la strada era stata completamente divelta; Longarone fu raggiunta allora dai pompieri partiti da Pieve di Cadore, che furono i primi a rendersi conto di cosa fosse accaduto e poterlo comunicare. Alle ore 5:30 del 10 ottobre 1963 i primi militari dell'Esercito Italiano arrivarono sul luogo per portare soccorso e recuperare i morti. Tra i militari intervenuti vi erano soprattutto Alpini, alcuni dei quali appartenenti all'Arma del genio, che scavarono anche a mano per cercare i corpi dei dispersi. Questi trovarono anche alcune casseforti delle banche del paese, non più apribili con le normali chiavi in quanto molto danneggiate. Anche i vigili del fuoco provenienti da 46 comandi provinciali parteciparono in massa ai soccorsi, con un impiego di 850 uomini, tra nuclei sommozzatori, terra ed elicotteristi, e un grande numero di automezzi e attrezzature. Il nucleo sommozzatori di Genova, con 8 unità di personale, venne adibito, in particolare, al dragaggio nel bacino antistante la diga di Busche per ricercare salme e fustame di sostanze tossiche (61 fusti di cianuro), con successiva perlustrazione mediante immersione e finale rimozione dei fanghi a bacino prosciugato. Dei circa 2.000 morti, sono stati recuperati e ricomposti sommariamente solo 1.500 cadaveri, la metà dei quali non è mai stato possibile riconoscere.

### Vittime

Immagine delle vittime del disastro

Le vittime furono stimate a 1 910, ma vennero recuperati solo 1 500 cadaveri. Nel disastro morirono 487 bambini. La vittima più giovane del disastro fu Claudio Martinelli di Erto e Casso (PN), nato il 18 settembre 1963 con solo 21 giorni di vita; la vittima più anziana fu Amalia Pancot nata il 26 gennaio 1870 di 93 anni di Conegliano (TV). Delle 1.910 vittime, 64 persone erano dipendenti dell'Enel e delle imprese Monti e Consonda Icos, impegnate nel completamento della diga e delle opere di servizio.

### L'onda del Vajont
L'onda generata dalla frana si divise in tre, e la parte meno disastrosa corse verso monte in zona Erto-Casso e località minori nel percorso, opposta a quella che precipitò nella stretta vallata e investì Longarone, dove fece il più elevato numero di vittime. L'onda di piena raggiunse un'altezza stimata nel lago di 250 m; la tabella illustra l'altezza massima stimata dell'onda causata dalla frana del monte Toc:
| Zona                                    | Altezza max |
| --------------------------------------- | ----------- |
| Bacino della Diga del Vajont (PN)       | 250 m       |
| Pirago di Longarone (BL)                | 25 m        |
| Castellavazzo (BL)                      | 30 m ca     |
| Codissago (BL)                          | 30 m ca     |
| Ponte nelle Alpi (BL)                   | >12 m       |
| Belluno (BL)                            | 12 m        |
| Segusino (TV)                           | 4,89 m      |
| Nervesa della Battaglia (TV)            | 2,33 m      |
| Fonte: Università degli Studi di Napoli |             |

### Solidarietà e aiuti

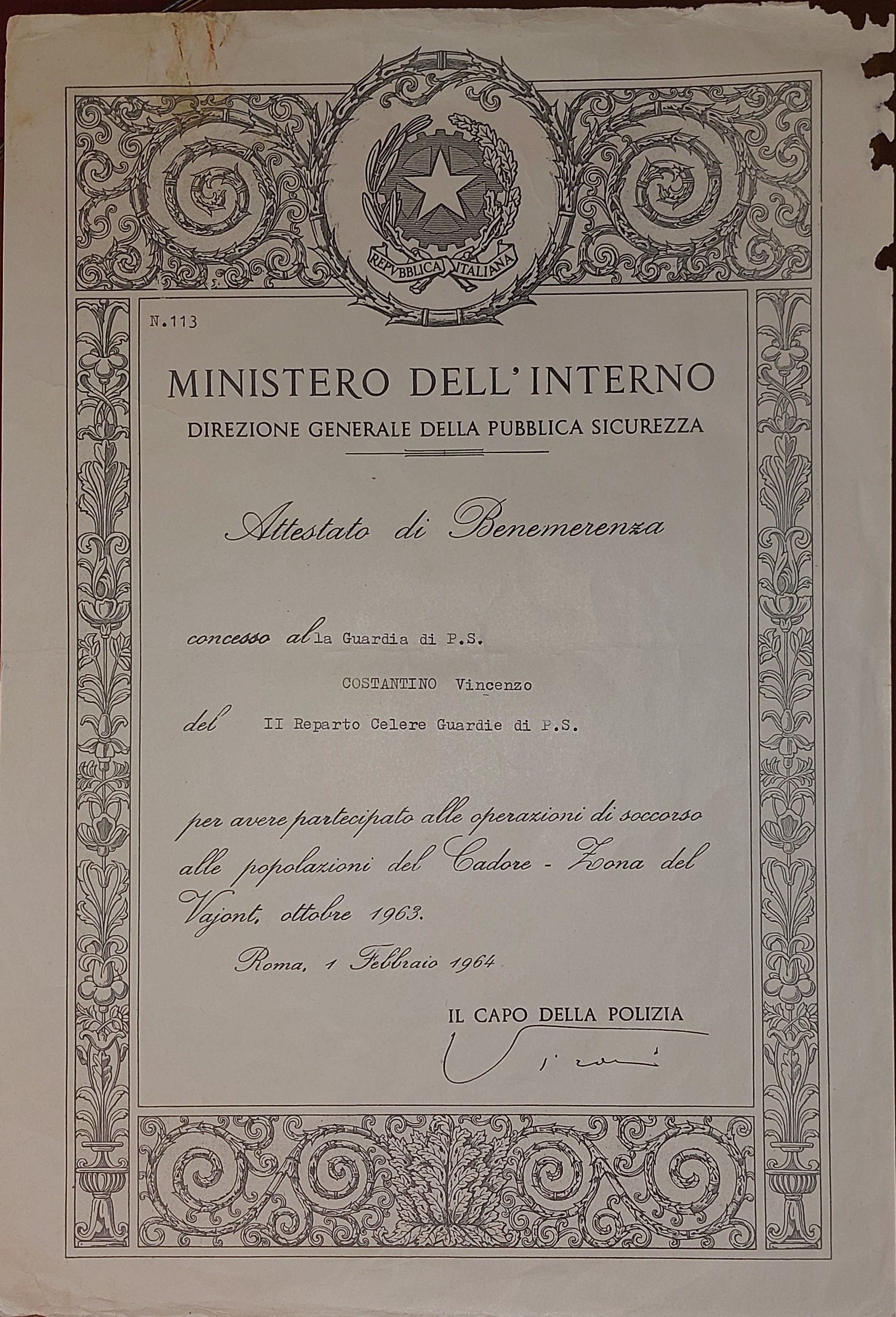
Attestato di benemerenza per l'aiuto alla popolazione colpita dal disastro del Vajont

La mattina immediatamente dopo la sciagura la macchina dei soccorsi si mise in moto. Da tutto il Friuli e Veneto vennero inviati sul luogo Esercito Italiano, Alpini, Vigili del Fuoco; assieme anche al comando dell'esercito statunitense di Aviano e Vicenza, resosi utile soprattutto con l'utilizzo di elicotteri per sfollare i villaggi isolati di Erto e Casso.
Molti furono anche i telegrammi di solidarietà e vicinanza inviati al Presidente della repubblica Antonio Segni da tutto il mondo il 10 ottobre 1963; tra i quali quelli di Stati Uniti, Regno Unito, Francia e Austria:
(John F. Kennedy Presidente degli Stati Uniti d'America; telegramma 10 ottobre 1963)
(Elisabetta II del Regno Unito; telegramma 10 ottobre 1963)
(Charles de Gaulle Presidente della Repubblica Francese; telegramma 10 ottobre 1963)
(Adolf Schärf Presidente dell'Austria; telegramma 10 ottobre 1963)
Durante tutto il 1963 in tutta Italia la Croce Rossa, la Rai, Corriere della Sera, la Stampa aiutarono con delle raccolte fondi le popolazioni del Vajont. 
Il Corriere della Sera già l'11 ottobre 1963 lancia una campagna di solidarietà. Tra i donatori oltre allo stesso Corriere, che apre la lista con 10 milioni di lire, si aggiungono nell'ordine: 
- Montecatini (azienda) con 30 milioni di lire
- Pirelli con 20 milioni di lire
- Cassa di Risparmio delle Provincie Lombarde con 10 milioni di lire
- Rinascente - UPIM con 10 milioni di lire
- Gruppo Edison con 10 milioni di lire
- Innocenti con 5 milioni di lire
- Olivetti con 5 milioni di lire
- Giovanni Falck con 10 milioni di lire
- Camera di Commercio di Milano con 10 milioni di lire

Nel giro di un mese il quotidiano milanese, grazie anche al contributo di molti cittadini comuni, riesce a raccogliere oltre un miliardo e 160 milioni di lire.
L'Unità raccolse 965 milioni di lire. Anche altri quotidiani nazionali come Il Resto del Carlino, La Nazione e Il Gazzettino lanciarono le loro campagne di raccolta fondi.
La Rai, nelle varie sedi nazionali e regionali, raccolse 640 milioni di lire.
Aiuti arrivarono anche dal mondo dello Sport, il 19 ottobre 1963 Angelo Moratti e Felice Riva, rispettivamente presidenti di Inter e Milan, organizzarono una partita mista con incasso da devolvere alle popolazioni del Vajont. Pochi mesi dopo anche la Juventus organizzò una amichevole con la squadra argentina del River Plate. 
Molti aiuti arrivarono anche da tutto il mondo, in particolare la Croce Rossa francese donò oltre 2 milioni di lire alla Croce Rossa italiana.

## Le opere per la messa in sicurezza del lago
Il Ministero dei lavori pubblici avviò immediatamente un'inchiesta per individuare le cause della catastrofe.
Furono avviate operazioni di messa in sicurezza della valle.
Il livello del lago crebbe di 14 metri, passando dalla quota di 700,30 a 714 circa. Destava preoccupazione l'impossibilità di controllare e/o regolare l'innalzamento naturale del livello del lago residuo, che essendo rimasto senza emissario, continuava a raccogliere le acque del suo bacino imbrifero; una situazione che diventava particolarmente pericolosa per l'abitato di Erto e le case superstiti rimaste in riva al lago.
Questa grave situazione impose di predisporre una serie di lavori, per garantire la sicurezza del bacino del Vajont e delle zone limitrofe. Si decise così di operare contemporaneamente su due direzioni:
- di più veloce attuazione ma provvisoria, consisteva dell'asportazione meccanica delle acqua del lago con delle pompe;
- realizzare opere atte a permettere alle acque di sfogare naturalmente cioè di uscire dal lago per gravità, sia verso il Piave (a valle) che verso monte a Cimolais (Val Cimoliana).

Si temeva inoltre che il cosiddetto "diedro" roccioso sul monte Toc, all'estremità orientale della frana, potesse a sua volta franare nell'invaso. Ciò avrebbe provocato delle ondate pericolose oltre che per Erto anche per Cimolais, se le stesse avessero scavalcato il Passo di San Osvaldo, che è alla quota di 827 s.l.m. Per questo nella zona del passo vennero eseguiti due interventi:
- La costruzione di un alto muro di gabbioni di sassi e rete metallica posta a chiusura del passo stesso, con un passaggio carrabile.
- L'impermeabilizzazione dell'inconsistente mantello morenico che si trova sotto il passo, per evitare fenomeni di infiltrazioni e passaggi d'acqua verso la Val Cimoliana. È stata ottenuta con iniezioni cementizie, creando un diaframma alla profondità di 60 metri.

### L'impianto di pompaggio provvisorio verso Cimolais

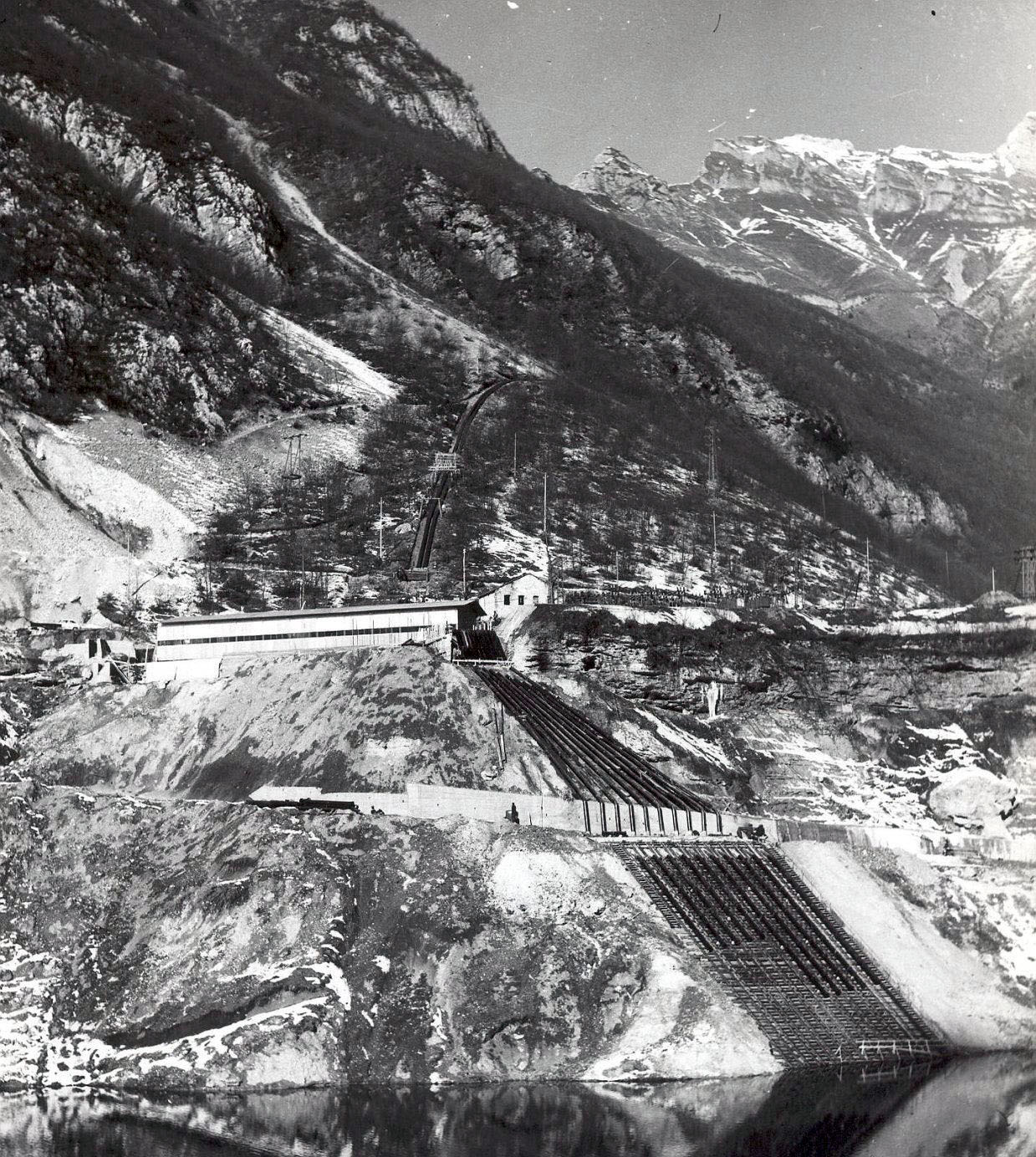
L'impianto di pompaggio in riva al lago del Vajont

L'impianto provvisorio a 2 stadi, della potenza complessiva di oltre 5 000 kW (6 800 CV) e collocato in coda al lago sotto l'abitato di San Martino, in prossimità dello sbocco della Val Tuora a una quota di 756 m s.l.m., fu eseguito con uno sbancamento in zona pianeggiante dove fu realizzato il getto per accogliere il capannone che ospitava le pompe di mandata e un vascone di pescaggio. Un'opera eseguita in condizioni difficili, sia per la zona impervia, sia per il clima invernale (da metà novembre 1963 a febbraio 1964). Fu necessario costruire e riadattare 30 km di linea a media tensione, per alimentare le pompe elettriche.
Il primo stadio era formato da 10 elettropompe centrifughe ad asse inclinato telescopico (albero speciale allungato) scorrevoli su binario, per seguire il livello del lago, da quota 739 quota 720 m s.l.m., che portavano l'acqua a un vascone posto 40 metri più in alto.
Il secondo stadio, all'interno di un capannone metallico dotato di un piccolo carroponte per la posa delle pompe, era composto da 14 elettropompe fisse collocate sopra il vascone stesso, che conducevano l'acqua in tre condotte metalliche dal diametro di 50 cm, che si innalzavano per quasi 100 metri lungo la mezzacosta destra della val Tuora, e versavano l'acqua in una canaletta in legno lunga quasi 2 km, e della sezione di 1 × 1 m. Questa canaletta posata a mezza costa, e in leggera pendenza permetteva per gravità alle acque di superare il passo di S. Osvaldo. Essa disperdeva l'acqua aspirata del lago nell'alveo del rio Tremenigia, a scendere poi verso Cimolais e raccordarsi infine con il torrente Cimoliana.
Il 19 febbraio 1964 l'impianto venne messo in funzione, e il lago rimasto era salito di altri 10 metri, da 714 a 724 m s.l.m, con una quantità di 100 milioni di metri cubi d'acqua.
Poiché le pompe asportavano acqua a una portata superiore di quelle in arrivo dai torrenti emissari nel lago, si riuscì ad arrestare l'aumento di crescita ed abbassarlo. L'impianto rimase in funzione per 7 mesi fino a settembre del 1964, quando il livello del lago era sceso fino al limite di pescaggio delle pompe dello stadio inferiore. Verrà smantellato agli inizi del 1969.

### Le due gallerie verso la Val Cimoliana
Queste due gallerie erano state progettate per il riempimento del serbatoio tramite l'alto Cellina, e immettere le acque del Vajont, in Val Cimoliana per utilizzo idroelettrico e irriguo alla pianura friulana. Nel 1963 erano in costruzione; all'avvento della nazionalizzazione la Sade fermò questi lavori.
Per mettere in opera in maniera definitiva l'eventuale scarico delle acque verso Cimolais vennero completate le due gallerie, entrambe realizzate per metà. La galleria più alta a quota 721 di 2,6 metri di diametro venne rimessa in scavo già a novembre del 1963, aggiungendo 2200 m agli altri 1000 già scavati. Non essendo però più utile lo scopo originario (cioè convogliare le acque dell'alto Cellina al serbatoio del Vajont), fu deviata sopra l'abitato di Cimolais. L'eventuale passaggio d'acqua sarebbe stato convogliato con una tubazione metallica al torrente Cimoliana, affluente del torrente Cellina. Lavoro terminato nell'estate del 1964.
La seconda galleria a quota 640 m s.l.m, venne realizzata utilizzando lo stesso tracciato per la quale era stata concepita; alimentare una centrale idroelettrica nella Val Cimoliana, e la richiesta d'acqua ai consorzi irrigui. Galleria scavata per soli 800 metri, del diametro di 2,5 m. Venne completata scavando gli ultimi 3500 m dalla Val Cimoliana, e resa funzionante nel 1966.

### Il ripristino della galleria di sorpasso frana, verso la valle del Piave
Bisognava riportare il torrente Vajont al suo sbocco originario al fiume Piave, e quindi apparve subito opportuno utilizzare la galleria "sorpasso frana" scavata nel 1961. Si prevedeva all'epoca che tutte le opere di scarico della diga, e della galleria di sorpasso, non venissero interessate dalla caduta della frana.
Verso monte, l'imbocco si trovava sotto 100 metri d'acqua e ricoperto da oltre 15 metri di fango e roccia. Quello di valle, che doveva sfociare un centinaio di metri a monte della diga, era stato ostruito e reso inservibile dalla frana.
Gli interventi di ripristino furono impegnativi e complessi, sia in fase di progettazione che di realizzazione; vista l'urgenza si adottarono tecniche di esecuzione diverse ai lati opposti della galleria.
Partendo da valle del ponte tubo ricostruito nel 1964, e aggirando varie infrastrutture della diga, venne scavata una galleria di 200 metri da dove vennero eseguiti con delle sonde, dei fori di spillamento intercettando la galleria di sorpasso. Verso monte, con una sonda installata su una zattera si eseguirono due fori, del diametro di 80 cm, attraversando il materiale di frana e perforando la calotta della galleria dove non era riempita di roccia. Alla fine di luglio del 1964 l'acqua iniziò a scorrere verso la valle del Piave. Il passaggio d'acqua attraverso i grossi fori a monte della frana ha provocato il risucchio del materiale che ostruiva l'imbocco, liberandolo. A questo punto l'acqua, scaricandosi liberamente, si abbassò fino al livello della soglia d'imbocco della galleria a quota 624 m s.l.m.
Negli anni ottanta venne deciso di dare una sistemazione definitiva verso il Piave. Fu costruito un nuovo imbocco di monte, rialzato di 11 metri rispetto all'originario e collegato in discesa alla galleria di sorpasso a valle dell'imbocco originario, che verrà chiuso. Verso valle la galleria di scarico realizzata nel 1964 fu ampliata fino al diametro di quella di sorpasso, cioè da 2,5 m a 4,5, e il suo sbocco venne allontanato dal ponte tubo portandolo maggiormente verso valle. Tutta la galleria, per l'intera lunghezza di 2 200 metri, non ha opere di apertura e chiusura, e permette di scaricare portate notevoli anche in caso di piena eccezionale. L'acqua del torrente Vajont con una spettacolare cascata, riprese l'antico sbocco al Piave.

### La ricostruzione del ponte-canale nella forra del Vajont

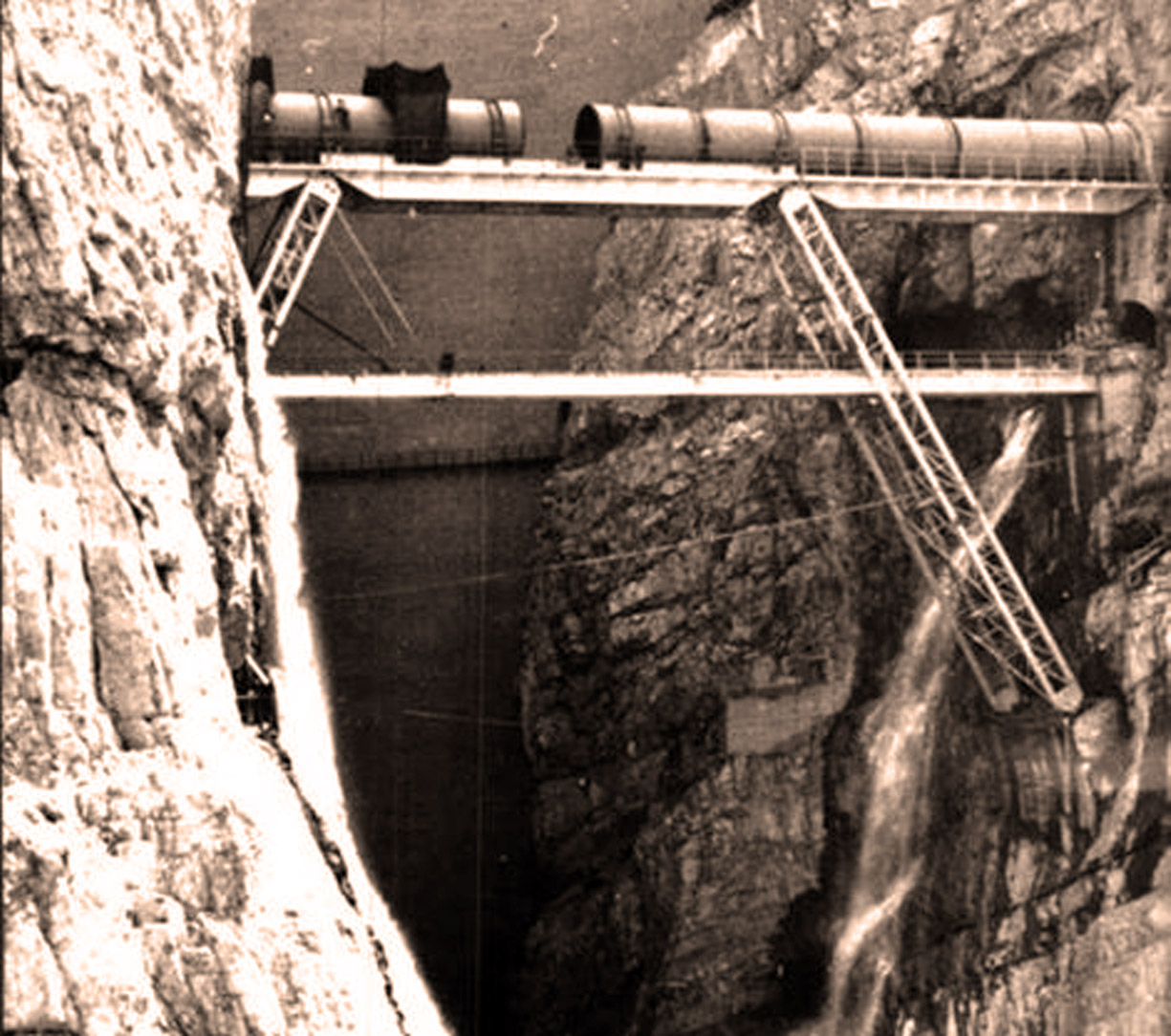
Il nuovo ponte canale in acciaio in fase di costruzione

A causa dell'onda che scavalcò la diga, venne travolto e distrutto il ponte-canale che si trovava a pochi metri a valle della diga. In pochi mesi venne progettato un nuovo ponte in acciaio.
Realizzato in più sezioni dalle acciaierie di Terni, venne montato in soli 6 mesi. Nell'agosto del 1964 il ponte era completato.

## La ricostruzione di Longarone e di Erto e Casso
Nonostante le rassicurazioni dei geologi si decise di trasferire la popolazione di Erto.
Nel 1971, per permettere agli sfollati ancora senza casa di tornare alla normalità, venne costituito il comune di Vajont, presso Maniago.
La comunità riprese subito a ricostruire non solo il tessuto sociale distrutto, ma anche la città. Un altro centro, chiamato Nuova Erto, venne costruito a Ponte nelle Alpi (provincia di Belluno), di cui costituisce un quartiere. Infine sopra il vecchio abitato originale di Erto venne costruito il paese di Erto attuale.
Per cercare di riavviare l'economia locale a seguito della tragedia, il Parlamento italiano approvò la legge n. 357/1964 (detta "Legge Vajont"). Essa prevedeva che ogni abitante dei comuni colpiti che fosse dotato di una licenza commerciale, artigianale o industriale al 9 ottobre 1963 venisse dotato di un contributo a fondo perduto del 20% del valore dell'attività distrutta, un ulteriore finanziamento pari all'80% a tasso di interesse fisso per la durata di 15 anni, e che per 10 anni venisse esentato dal pagamento dell'imposta sulla ricchezza mobile. Se poi il beneficiario non avesse potuto o voluto ricominciare a svolgere l'attività precedente, aveva il diritto di cedere a terzi la licenza, i quali godevano delle stesse esenzioni e vantaggi a condizione di operare in un'area che inizialmente corrispondeva a quella del disastro, ma che poi venne estesa all'intero territorio delle regioni in qualche modo interessate (Trentino, Veneto, Friuli - Venezia Giulia). Fu così che aziende e imprese del tutto estranee alla vicenda, acquistando le licenze in oggetto per prezzi irrisori, poterono godere di finanziamenti pubblici particolarmente rilevanti, inizialmente destinati alle vittime.

## Il dibattito sulla prevedibilità dell'evento

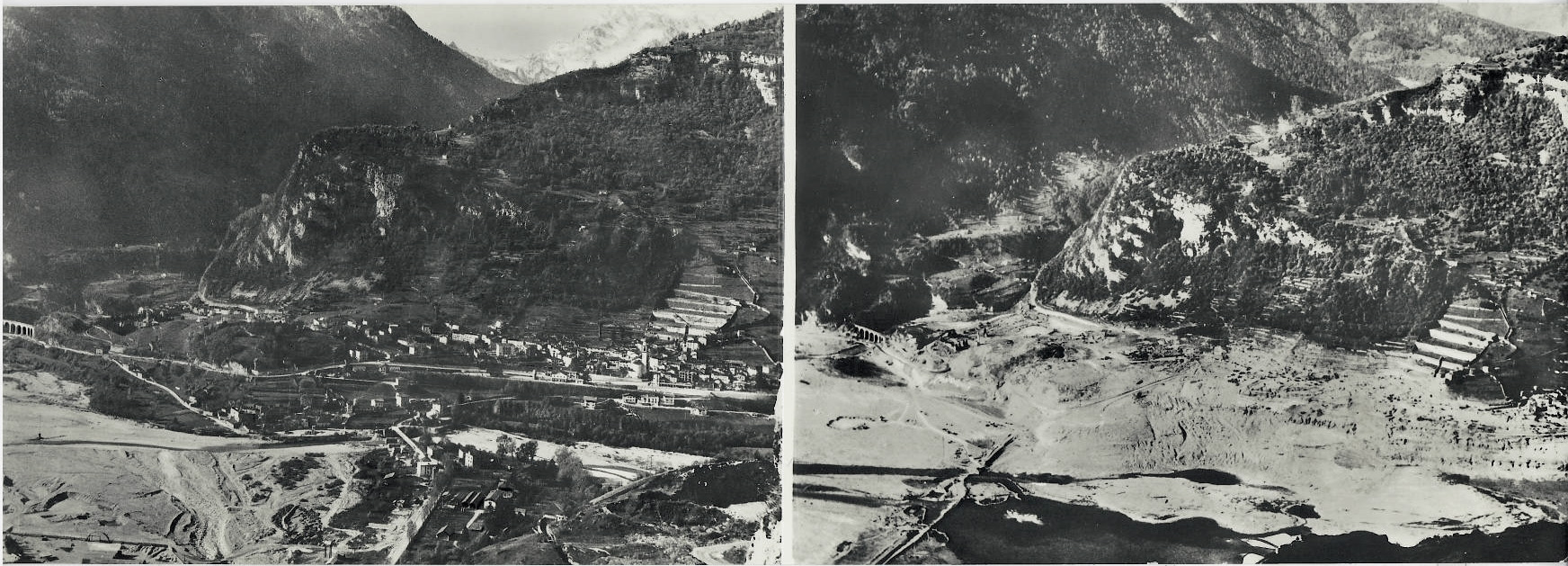
Longarone prima e dopo il disastro del Vajont

Al fine di dirimere una delle questioni maggiormente controverse della vicenda, va chiarito che, alla luce di quanto esposto precedentemente, la frana presente sul monte Toc e poi innescatasi nella notte del 9 ottobre 1963 era stata apertamente individuata già dall'autunno del 1960. Inoltre, se almeno inizialmente i tecnici avevano discusso sulle sue effettive dimensioni (come metri cubi di materiale franoso potenzialmente in movimento), a partire almeno dall'anno 1961 nel quale vennero installati i piezometri (profondi circa 175 m), è oggettivamente poco credibile ritenere che gli specialisti non avessero chiara l'evidenza che il movimento franoso interessasse in blocco una massa di grande spessore (profondità) e volume, in quanto i piezometri, a esclusione degli ultimi metri del numero 4 (secondo altre fonti si tratta del numero 2), non denunciavano rotture o deformazioni.
Le indecisioni riguardavano la velocità di movimento (connessa al piano di scivolamento) ed eventualmente il tempo di caduta della frana, in quanto taluni dubitavano sull'effettiva unicità della stessa, essendo più propensi a dividerla in due porzioni (a est e ovest del torrente Massalezza), destinate a distaccarsi in tempi diversi. Va infatti ricordato che la decisione di costruire una galleria di sorpasso o bypass della frana sul fianco della valle opposto a quello "pericolante" (che avesse contemporaneamente salvato l'invaso e permesso il controllo del lago a monte rimasto senza emissario in caso di caduta della frana) fu avanzata già nel novembre del 1960, e i lavori di costruzione della stessa iniziarono già dal febbraio del 1961. Era dunque chiaro che la frana era di tale portata da essere in grado di rendere inefficiente il serbatoio, interrando completamente circa 2-3 km dello stesso, e riducendone la portata di quasi la metà. Le rilevazioni sui movimenti della frana attraverso capisaldi cominciarono già nell'estate del 1960, mentre dati sui livelli di acqua nei piezometri furono raccolti dall'estate successiva.
L'oggettiva imprevedibilità dell'evento riguardava solo il "momento esatto" nel quale la frana si sarebbe effettivamente messa in movimento e, solo in parte, quali sarebbero stati gli eventi scatenanti. Le variabili in gioco furono subito legate all'altezza dell'acqua nell'invaso e a una sua quasi certa correlazione con le precipitazioni atmosferiche.
(Dalla lettera di Carlo Semenza a Vincenzo Ferniani del 20 aprile 1961 in Maurizio Reberschak, Il grande Vajont)
Va tuttavia ricordato che i movimenti dei capisaldi nei punti di rilevamento del movimento franoso installati già dall'estate del 1960 erano risultati assolutamente allarmanti già dagli inizi di agosto del 1963, andando di fatto peggiorando durante tutto il periodo che portò al distacco della frana agli inizi di ottobre.
Una maggiore cautela avrebbe dovuto spingere i tecnici dell'ENEL-SADE a interrompere la terza prova d'invaso già in agosto, anche se essi potrebbero essere stati inizialmente fuorviati dalla teoria-ipotesi della "prima bagnatura" formulata da Müller e avvalorata da Penta. Essi tralasciarono purtroppo l'importanza della piovosità pure affermata da Müller già nel 1961. Infine va fatta menzione del fatto che durante la mattina e il pomeriggio di quel tragico 9 ottobre 1963, a causa dei movimenti impressionanti registrati dai capisaldi rispetto ai giorni precedenti (30 cm contro 5 cm) fu chiaro che la caduta della frana era imminente, tanto che molte località del Comune di Erto furono sgomberate durante quella giornata. Fu anche deciso di sospendere la circolazione stradale, sulla strada che dal paese di Dogna, portava alla diga e alla Valcellina, ma non vennero sgombrati i paesi del fondovalle e tutte le frazioni di Erto più prossime alle sponde dell'invaso.
Si parla spesso di "corsa al collaudo" come causa del disastro. L'ipotesi di questa corsa, secondo alcuni motivata dalla nazionalizzazione delle Industrie Elettriche avvenuta nel 1963, non ha trovato fondamento in sede giudiziaria. Il decreto che istituiva l'ENEL indicava come termini di risarcimento ai proprietari delle Società Elettriche il pagamento del pacchetto azionario, il cui valore era fissato come "media degli anni compresi tra il 1959 e il 1962". A dimostrazione di come qualsiasi azione intrapresa al collaudo di nuovi impianti volta ad aumentare il controvalore erogato dallo Stato per la nazionalizzazione non avrebbe mai potuto portare al conseguimento di questo obiettivo.
Non è invece risultata plausibile, dalle evidenze anche processuali, che la causa del disastro possa essere riconducibile a una ipotizzata "corsa al collaudo". I sostenitori di questa tesi la associano all'esigenza della SADE di poter vendere l'impianto come funzionante e certificato al momento del passaggio dello stesso all'ENEL, mentre risulta in modo evidente che la legge che creava l'ente prevedeva un indennizzo alla SADE calcolato sul valore in Borsa delle sue azioni nel periodo 1959-1961. Tuttavia non va dimenticato che (anche se non sarebbero più stati incassati dalla SADE, ma dall'ENEL) restavano da incamerare la parte di fondi erogati dallo Stato come finanziamento all'opera e rimasti congelati per legge fino a dopo il collaudo. Il collaudo dell'impianto risultava quindi necessario sia per onorare tutto il lavoro già svolto, sia per sbloccare questi finanziamenti, giacché anche l'ENEL era obbligata a stilare un proprio bilancio. Va ricordato infatti che la quota di collaudo era di 722,5 m (s.l.m.) e la frana fu innescata durante la terza prova di invaso, che aveva lo scopo di raggiungere solo quota 715 m s.l.m. Secondo i sostenitori della "corsa al collaudo", non bisogna dimenticare che prolungare il periodo di non utilizzo dell'impianto equivaleva ad ammortizzare in un tempo più lungo il costo del lavoro svolto. I costi di costruzione, per giunta, erano lievitati a causa delle varianti in corso d'opera necessarie per il rinforzo delle spalle della diga e per la costruzione della galleria di sorpasso (scavata su roccia compatta): tutte queste opere non erano preventivate e risultarono molto costose (viene calcolato che la sola galleria di sorpasso abbia inciso per quasi un quarto su tutti i costi sostenuti). È infine solo il caso di far notare come fosse un naturale e assoluto interesse della SADE mantenere il massimo riserbo circa i problemi che stavano insorgendo sul bacino del Vajont, dato che se la notizia fosse divenuta di dominio pubblico il valore delle sue azioni si sarebbe certamente deprezzato di molto.
Tuttavia è stato spesso ritenuto moralmente inaccettabile l'aver provato ad innalzare il lago oltre la quota di 700 m s.l.m., che durante le prove eseguite sul modello fisico-dinamico del bacino allestito a Nove era stata indicata come quota di sicurezza (sempre tenendo a mente che le prove eseguite erano state falsate da un'erronea valutazione della velocità di movimento della frana e da tempi di distacco errati). La relazione, infatti, pur con i limiti teorico-pratici già esposti, prevedeva conseguenze drammatiche per i paesi a fondovalle nel caso in cui la frana fosse caduta con l'invaso a una quota superiore a 700 m s.l.m., in particolar modo considerando che i dati sui movimenti dei capisaldi erano risultati subito pesantemente allarmanti (con movimento degli stessi anche di più centimetri al giorno), non appena l'acqua dell'invaso ebbe modo di superare quota 700 m.
Secondo alcuni autori il disastro fu fortuitamente favorito dalla crisi idrologica conseguente alla scarsissima piovosità dell'inverno 1962-1963 che spinsero l'ENEL a favorire provvedimenti tendenti a spingere al massimo le riserve di serbatoio, provvedimenti che forse portarono l'ingegner Biadene a richiedere l'anticipo della terza prova di invaso. Se questo avvenne tuttavia è falso affermare che questo fu fatto per poter sfruttare la nuova centrale del Colomber, in quanto la stessa poteva funzionare solo con il massimo invaso. Più propriamente l'acqua "incamerata" nel serbatoio del Vajont veniva sfruttata dalla centrale di Soverzene.
Uno dei maggiori problemi di questo disastro fu il fatto che esso si trasformò presto in un "caso politico", con schieramenti vari allineati sulla tesi dell'imprevedibilità e altri schieramenti sul fronte opposto. Questo fu enfatizzato dal fatto che i tecnici della SADE e del Ministero avevano avuto un comportamento sostanzialmente omertoso rispetto alla grande frana del Toc, la cui gravità fu di fatto tenuta nascosta a popolazione e politici locali. Anche dopo l'evento non mancarono i tentativi di insabbiamento, tra cui la mancata divulgazione della relazione delle prove eseguite a Nove, scoperta fortuitamente da un dipendente dell'Università di Padova, atto per cui fu anche denunciato (e poi assolto). Inoltre uno dei pochi giornali che si era occupato approfonditamente della vicenda prima della tragedia era L'Unità, con gli articoli della giornalista Tina Merlin, quotidiano legato al Partito Comunista. Se a questo si somma uno sconsiderato atteggiamento della SADE, che aveva precedentemente denunciato alla magistratura la testata per procurato allarme, si capisce come il sopraggiungere della tragedia portò immediatamente le parti su fronti opposti e per nulla concilianti: dopo una prima relazione votata all'unanimità, lo scontro politico ebbe il momento di massima enfasi con la stesura di tre relazioni separate da parte dei componenti della Commissione parlamentare d'inchiesta istituita per fare luce sul caso.
Le sentenze definitive della magistratura decretarono tuttavia la effettiva prevedibilità dell'evento, condannando Biadene e Sensidoni per inondazione (aggravata dalla prevedibilità dello stesso). Nonostante la condanna fosse per entrambi di 5 anni di detenzione, ne vennero tolti 2. Un anno dopo Biadene venne liberato.

## Le vicende giudiziarie

### Il procedimento penale e sentenze

Gli imputati al processo dell'Aquila il 25 novembre 1968. Da sinistra, in prima fila: Alberico Biadene e Almo Violin; in seconda fila: Roberto Marin, Augusto Ghetti e Dino Tonini; in terza fila: Pietro Frosini, Curzio Batini e Francesco Sensidoni

Il 21 febbraio 1968, tre mesi dopo la requisitoria del pubblico ministero Arcangelo Mandarino, il giudice istruttore di Belluno, Mario Fabbri, depositò la sentenza del procedimento penale contro Alberico Biadene, Mario Pancini, Pietro Frosini, Francesco Sensidoni, Curzio Batini, Francesco Penta, Luigi Greco, Almo Violin, Dino Tonini, Roberto Marin e Augusto Ghetti. Nel frattempo, due di questi, Penta e Greco, erano morti, mentre Pancini si tolse la vita per il rimorso il 24 novembre di quell'anno.
Il giorno dopo il suicidio di Pancini iniziò il processo di primo grado, che si tenne all'Aquila a ben 550 chilometri dal luogo del disastro, per legittima suspicione a motivo dei problemi di ordine pubblico, presieduto dal giudice Marcello Del Forno e composto da Sergio Tentarelli e Giuseppe Ratiglia, e che si concluse la sera del 17 dicembre 1969. Il Pubblico Ministero abruzzese, Armando Troise, chiese ventuno anni e quattro mesi di reclusione per tutti gli imputati (eccetto Violin, per il quale ne vennero richiesti nove) per disastro colposo di frana e disastro colposo d'inondazione, aggravati dalla previsione dell'evento e omicidi colposi plurimi aggravati. Biadene, Batini e Violin vennero condannati a sei anni, di cui due condonati, di reclusione, per omicidio colposo plurimo, colpevoli di non aver avvertito per tempo e di non avere messo in moto lo sgombero; tutti gli altri furono assolti. La prevedibilità della frana non venne riconosciuta.
Il 20 luglio 1970 inizia all'Aquila il processo di appello, sotto la presidenza del giudice Bruno Fracassi, con lo stralcio della posizione di Batini, gravemente ammalato di esaurimento nervoso. Il 3 ottobre 1970 la sentenza riconosce la totale colpevolezza di Biadene e Sensidoni, che vengono riconosciuti colpevoli di frana, inondazione e degli omicidi. Essi vengono condannati a sei e a quattro anni e mezzo. Frosini e Violin vengono assolti per insufficienza di prove; Marin e Tonini assolti perché il fatto non costituisce reato; Ghetti per non aver commesso il fatto.
Dal 15 al 25 marzo 1971 a Roma si svolse il processo di Cassazione, presieduto dal giudice Giovanni Rosso, con relatore Giuseppe Bonadonna e procuratore generale Costantino Lapiccirella, nel quale Biadene e Sensidoni vengono riconosciuti colpevoli di un unico disastro: inondazione aggravata dalla previsione dell'evento compresa la frana e gli omicidi. Biadene viene condannato a cinque anni (due per il disastro e tre per gli omicidi), Sensidoni a tre e otto mesi: entrambi gli imputati beneficiano di tre anni di condono (nel caso di Biadene per motivi di salute; viene infine rilasciato dopo due anni di detenzione per buona condotta).
Tonini viene assolto per non aver commesso il fatto; gli altri verdetti restano invariati. La sentenza della IV sezione penale avvenne quattordici giorni prima della scadenza dei sette anni e mezzo dell'avvenimento, il 9 aprile 1971, giorno nel quale sarebbe intervenuta la prescrizione.

### Le sentenze d'appello e la conclusione
Il 16 dicembre 1975 la Corte d'Appello dell'Aquila rigetta la richiesta del Comune di Longarone di rivalersi in solido contro la Montedison, società che aveva acquisito la SADE, condannando l'ENEL al risarcimento dei danni subiti dalle pubbliche amministrazioni, a loro volta già condannate a pagare le spese processuali alla Montedison.
Sette anni dopo, il 3 dicembre 1982, la Corte d'Appello di Firenze ribalta la sentenza precedente, condannando in solido ENEL e Montedison al risarcimento dei danni sofferti dallo Stato e la Montedison per i danni subiti dal Comune di Longarone; il 17 dicembre del 1986 la Corte suprema di cassazione rigetta il ricorso presentato da Montedison contro la sentenza del 1982.
Infine il 15 febbraio 1997 il Tribunale Civile e Penale di Belluno condanna la Montedison a risarcire i danni subiti dal comune di Longarone per un ammontare di lire 55645758500, comprensive dei danni patrimoniali, extra-patrimoniali e morali, oltre a lire 526546800 per spese di liti e onorari e lire 160325530 per altre spese. La sentenza ha carattere immediatamente esecutivo. Nello stesso anno viene rigettato il ricorso dell'ENEL nei confronti del comune di Erto-Casso e del neonato comune di Vajont, obbligando così l'ENEL al risarcimento dei danni subiti, che verranno quantificati dal Tribunale Civile e Penale di Belluno in lire 480990500 per beni patrimoniali e demaniali perduti; lire 500000000 per danno patrimoniale conseguente alla perdita parziale della popolazione e conseguenti attività; lire 500000000 per danno ambientale ed ecologico.
Le venticinquemila pagine che costituiscono l’archivio degli atti del processo sul disastro del Vajont, in occasione del sessantesimo anniversario nel 2023, sono state iscritte nel registro UNESCO Memory of the World con la seguente motivazione: “L’Archivio processuale Vajont è considerato unanimemente fonte e monito di una memoria mondiale nonché argomento di studio di grande importanza, come testimonia anche la ricchissima e moltelplice bibliografia culturale e scientifica prodotta negli ultimi decenni“.
La vicenda si concluse definitivamente nel 2000 con un accordo per la ripartizione degli oneri di risarcimento danni tra ENEL, Montedison e Stato Italiano al 33,3% ciascuno. 

## Galleria d'immagini

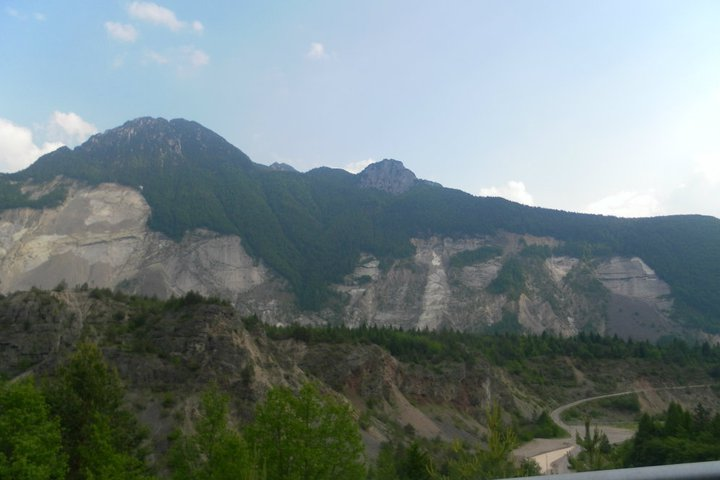
La frana del monte Toc che causò il disastro del Vajont, con la cosiddetta M di "Muller".
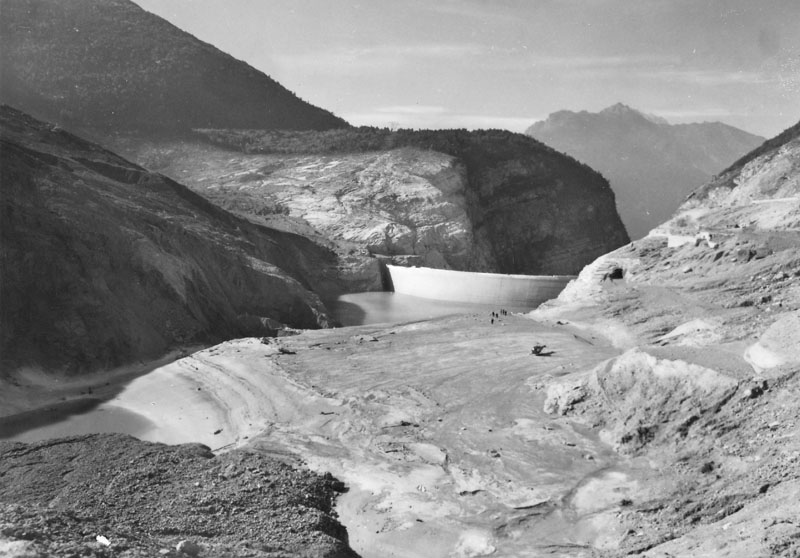
La diga del Vajont dopo il disastro.
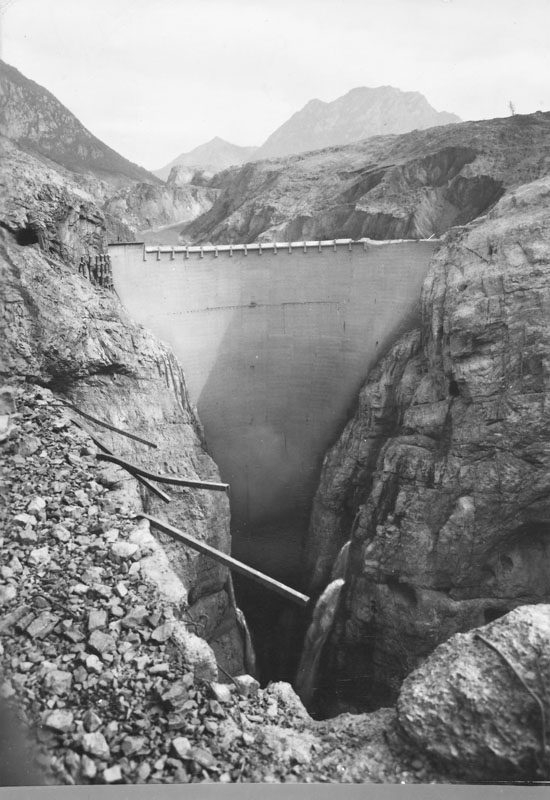
La diga del Vajont dopo il disastro.
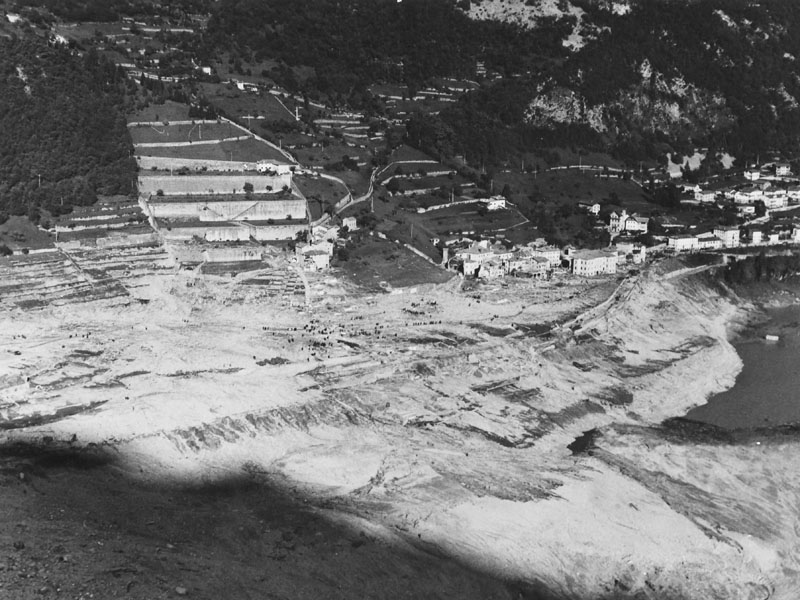
Longarone dopo il disastro.
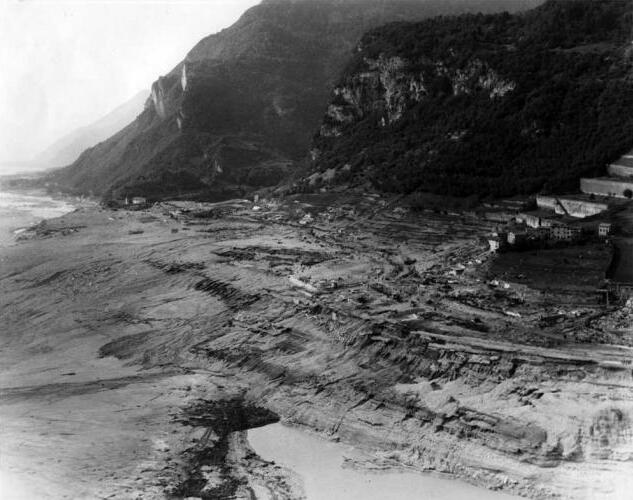
Longarone dopo il disastro.
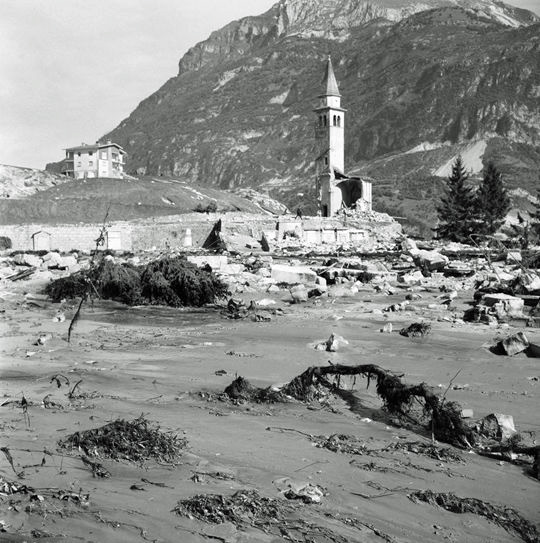
Ciò che resta del campanile della chiesa di San Tomaso a Pirago di Longarone dopo il disastro, divenuto simbolo della tragedia.
Il campanile della chiesa di Pirago di Longarone oggi.
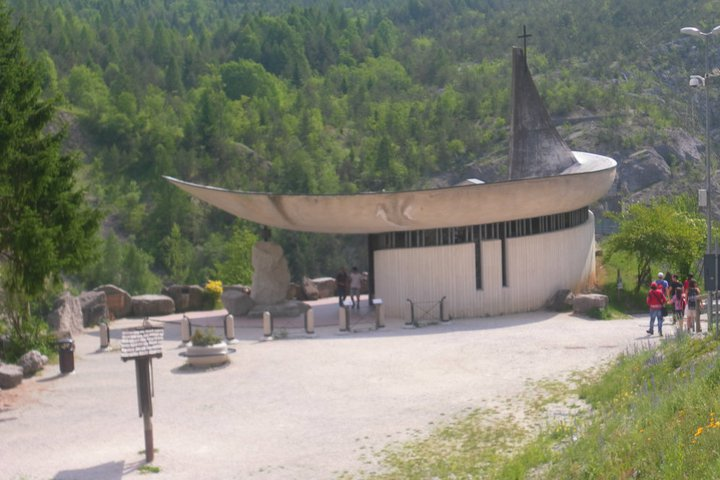
Chiesa alla diga del Vajont dedicata alle vittime del disastro.
La chiesa di Santa Maria Immacolata a Longarone dedicata alle vittime del disastro.
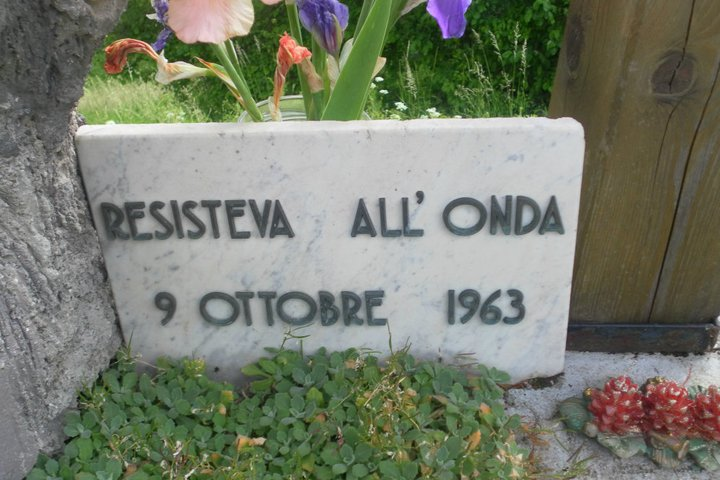
Epitaffio dedicato al disastro del Vajont a Erto e Casso.
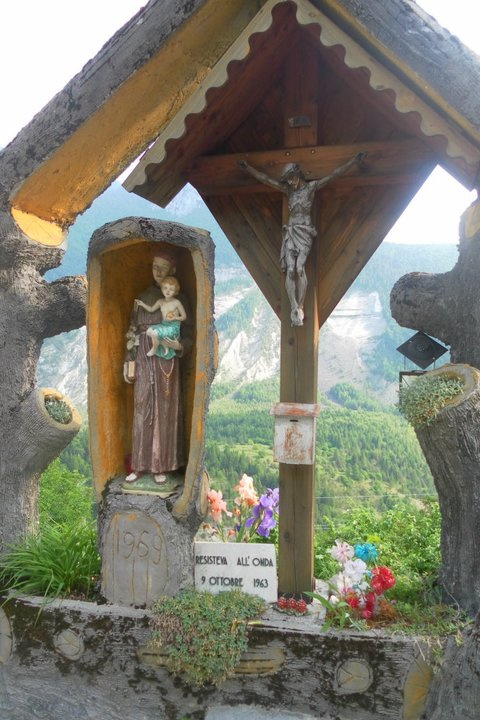
Crocifisso dedicato al disastro del Vajont a Erto e Casso.
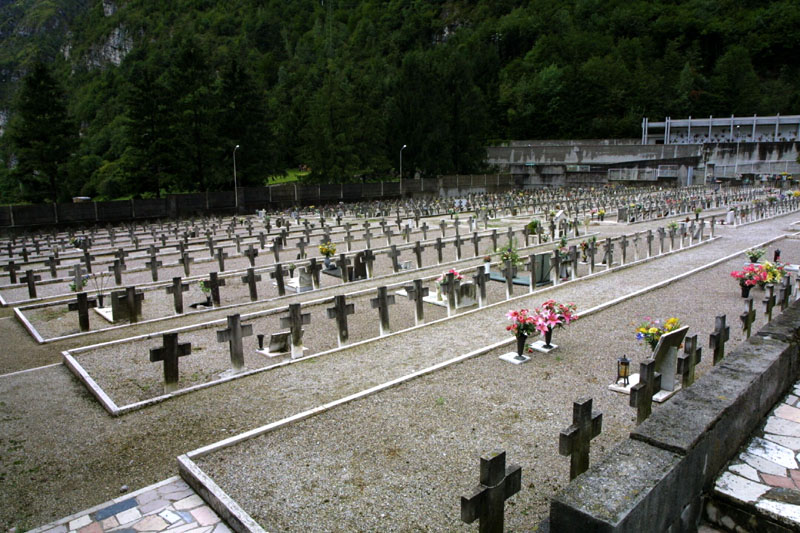
Fortogna. Il cimitero delle vittime del Vajont, prima della sua ristrutturazione.
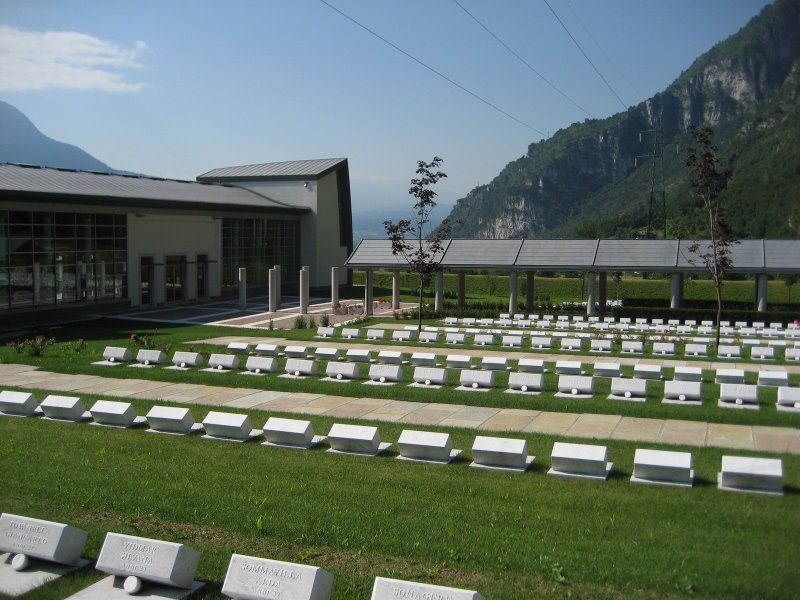
Fortogna. Il cimitero delle vittime del Vajont, dopo la sua ristrutturazione.
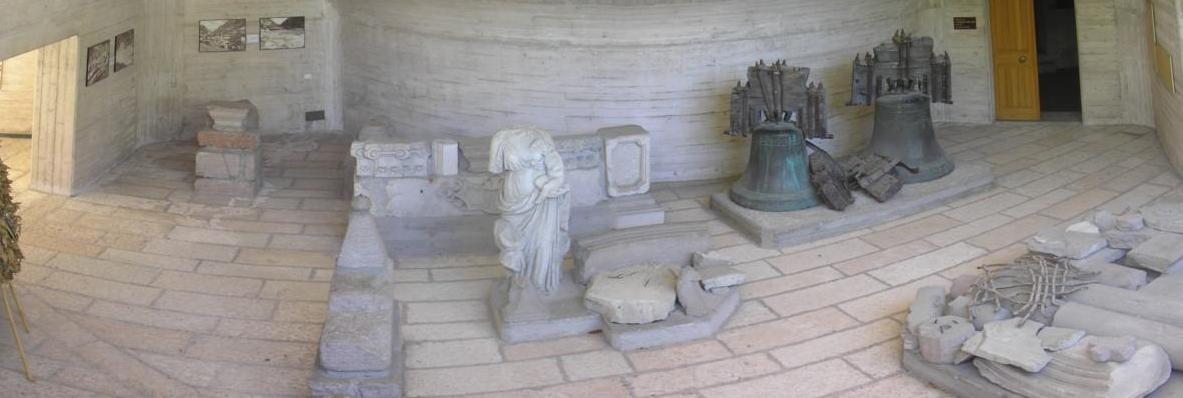
Chiesa di Longarone. Museo "Pietre Vive" situato sotto la chiesa. Contiene i ruderi della vecchia chiesa spazzata via nel disastro del Vajont.
La lapide commemorativa della chiesetta di Sant'Antonio da Padova al Colombèr.

## Nei media

### Cinema
- Uomini sul Vajont, regia di Luciano Ricci – cortometraggio (1959)[51]
- H max 261,6 m, regia di Luciano Ricci – cortometraggio (1960) [52]
- Vajont. Natale 1963, regia di Luigi Di Gianni – cortometraggio (1963)
- Vajont '66, regia di Antonio de Gregorio – cortometraggio (1966)
- Vajont, regia di Renzo Martinelli (2001)
- Vajont, l'immagine dell'orrore (conosciuto anche col titolo Vajont '63. Il coraggio di sopravvivere), regia di Andrea Prandstraller (2008)
- La montagna infranta, regia di Mirco Melanco – cortometraggio (2013)
- Vajont - Tanta terra, tanta acqua, regia di Vittorio Vespucci (2013)
- I Vajont, regia di Maura Crudeli e Lucia Vastano (2016)
- La centralinista del Vajont, regia di Luca Coralli - cortometraggio (2016)

### Televisione
- Il racconto del Vajont, regia di Marco Paolini e Gabriele Vacis (1997)
- Vajont, una tragedia italiana – documentario TV (2015)
- Vajont, 9 Ottobre 1963 - la Montagna, la Diga, gli Uomini – documentario TV a cura di Luigi Bignami (2023)

### Teatro
- Memoria di classe, di Roberto Innocente (1993)
- Il racconto del Vajont, di Marco Paolini e Gabriele Vacis (1993)
- Il Vajont di tutti. Riflessi di speranza di Andrea Ortis (2015)

### Letteratura
- Toc e Patòc, racconto incluso nel libro Cantalamappa del collettivo Wu Ming (2015)
- La gola del diavolo, romanzo, di Davide Rigoni (2023)

### Mostre
- Vajont, Il risveglio delle coscienze di Diego Morlin alla Biennale di Venezia (2013)

### Musica
- La ballata di Longarone di Beppe Chierici (1969)
- Vajont di Siruan (2013)
- 9 ottobre 1963 (suite for Vajont) di Remo Anzovino (2013)
- Tutto è in equilibrio di Lodovico Saccol (2013)
- Vajont dei Kanseil (2015)
- Erto di Alberto Cantone (2023)

### Fumetti
- Vajont: storia di una diga, Francesco Niccolini (sceneggiatura), Duccio Boscoli (disegni), Padova, BeccoGiallo, 2018, ISBN 9788833140421, OCLC 1090201035.
- Nel fumetto Zagor c'è una storia, I mercenari, in cui viene raccontata l'inondazione di un paese che avviene con modalità del tutto simili a quelle del Vajont.